# Кейн, Гарри
Га́рри Э́двард Кейн (англ. Harry Edward Kane; род. 28 июля 1993 года, Уолтемстоу, Большой Лондон) — английский футболист, нападающий немецкого клуба «Бавария» и капитан национальной сборной Англии. Считается одним из лучших футболистов в мире. Чемпион Германии. Является лучшим бомбардиром «Тоттенхэм Хотспур» и сборной Англии за всю историю, вторым по количеству голов в Премьер-лиге. Обладатель европейской «Золотой бутсы», в сезоне 2023/24. Член ордена Британской империи (MBE, 2018).
Начав свою карьеру в «Тоттенхэм Хотспур» в 2009 году, выступал на правах аренды за различные клубы английской футбольной пирамиды, включая «Лейтон Ориент», «Миллуолл», «Лестер Сити» и «Норвич Сити». После того как в 2014 году Маурисио Почеттино стал главным тренером «Тоттенхэма», в своём первом полном сезоне в клубе, стал лучшим молодым игроком года по версии ПФА. В сезонах 2015/16 и 2016/17 становился лучшим бомбардиром лиги. В последнем сезоне помог «Тоттенхэму» занять второе место в Премьер-лиге и был признан лучшим игроком года по версии болельщиков ПФА. В сезоне 2017/18 провёл свой лучший на сегодняшний день результативный сезон, забив 41 гол в 48 матчах во всех турнирах, а в следующем сезоне занял второе место в Лиге чемпионов УЕФА. Сезон 2020/21 завершил в ранге лучшего бомбардира и лучшего ассистента лиги. В 2023 году стал самым дорогим приобретением в истории Бундеслиги, перейдя в мюнхенскую «Баварию» за 110 млн евро.
Забил 69 мячей в 103 матчах за национальную сборную Англии. Провёл более 30 матчей за молодёжные команды, а в марте 2015 года в возрасте 21 года дебютировал в составе главной сборной. Играл и забивал во время успешной отборочной кампании к Евро 2016 и представлял страну на этом турнире. Незадолго до начала чемпионата мира 2018 года был назначен капитаном сборной Англии, на котором стал лучшим бомбардиром турнира, получив «Золотую бутсу», и привёл сборную к четвёртому месту, что является самым высоким результатом с 1990 года. На Евро 2020 и Евро 2024 привёл сборную Англии к второму месту.

## Ранние годы
Гарри Эдвард Кейн родился 28 июля 1993 года в пригороде Лондона в Уолтемстоу в семье Ким (урождённой Хогг) и Патрика Кейна. У него есть старший брат Чарли. По отцу, уроженцу Голуэя, он имеет ирландские корни. Семья переехала в Чингфорд, где Кейн до 2004 года посещал начальную академию Ларксвуда, а затем благотворительную школу Чингфорда (которую также посещал Дэвид Бекхэм). Он занимался футболом с раннего возраста, присоединившись к местному клубу «Риджуэй Роверс» в 1999 году, когда ему было шесть лет. Кейн рассказывал о футболе в семье:
Спортивные гены, думаю, пришли ко мне с маминой стороны. Отцу, наверное, это не понравится, однако мой дед Эрик, мамин папа, был хорошим футболистом и играл на приличном уровне.
Кейн также сказал: «Большинство членов моей семьи были болельщиками „шпор“, и я вырос в 15 минутах от стадиона, так что я всегда также был их болельщиком». Он назвал бывшего нападающего «Тоттенхэма» Тедди Шерингема своим кумиром детства, считая его «великим завершителем» и примером для подражания в умении попадать в штрафную и забивать голы. Среди других спортивных кумиров детства он называл Дэвида Бекхэма и Джермейна Дефо. Кейн также говорил о своём восхищении бывшим нападающим сборной Бразилии Роналдо, добавляя, что ему нравится смотреть его видеозаписи на YouTube: «Он был одним из первых, на кого я посмотрел и подумал: „Ух ты, он забивает голы, я хочу стать таким же“».

## Молодёжная карьера
Сначала Гарри Кейн выступал за местный клуб «Риджуэй Роверс», а в возрасте восьми лет присоединился к молодёжной академии «Арсенала». По словам Лиама Брейди, возглавлявшего в то время академию «Арсенала», его отчислили после одного сезона за то, что он был «немного пухлым» и «не очень атлетичным». В ноябре 2015 года главный тренер Арсен Венгер заявил, что разочарован тем, что «Арсенал» решил отпустить Кейна. Он также проходил просмотр в «Тоттенхэм Хотспур», но первоначально не добился успеха, и вернулся в свой старый клуб «Риджуэй Роверс». В 2004 году, в возрасте 11 лет, он поступил в академию «Уотфорда» на четырёх-шестинедельный просмотр, а затем получил ещё один шанс в «Тоттенхэме» после того, как произвёл впечатление, играя за «Уотфорд» против «Тоттенхэма». В «Тоттенхэме» он сначала играл как полузащитник — сначала на позиции опорного, затем атакующего полузащитника.
В начале своей карьеры в «Тоттенхэме» Кейн не выделялся ни ростом, ни скоростью, но те, кто с ним работал, отмечали его постоянное стремление к совершенствованию различных аспектов своей игры. Через несколько лет после перехода в команду у него произошел большой скачок роста, в результате которого он стал выше и физически сильнее. В сезоне 2008/09 он играл в составе команды до 16 лет, которая участвовала в турнире Кубок Чивас в Мексике и турнире Беллинцона в Швейцарии, забив три гола. В июле 2009 года, в день своего 16-летия, он подписал юношеский контракт с «Тоттенхэмом».
В сезоне 2009/10 Кейн 22 раза сыграл за команду «Тоттенхэма» до 18 лет, забив 18 голов. В том же сезоне дважды был включён в состав основной команды в качестве запасного. Оба матча были связаны с победами в домашнем кубке: один — 27 октября 2009 года в матче Кубка лиги против «Эвертона», второй — 24 февраля 2010 года в переигровке четвёртого раунда Кубка Англии против «Болтон Уондерерс».

## Клубная карьера

### «Тоттенхэм Хотспур»

#### Аренды по всей Англии (2010—2014)
В июле 2010 года он подписал свой первый профессиональный контракт с клубом. 7 января 2011 года Кейн перешёл в «Лейтон Ориент» на правах аренды до конца сезона 2010/11. Главный тренер Расселл Слейд был «счастлив» его переходу и сказал: «Я уверен, что он окажет влияние на нас в ближайшие месяцы». Он дебютировал в первой команде «Ориента» 15 января, выйдя на замену Скотту Макглишу на 73-й минуте матча с «Рочдейлом» (1:1). Неделю спустя Кейн забил свой первый гол в матче с «Шеффилд Уэнсдей»; впервые выйдя в стартовом составе команды, «незаметный» Кейн забил со штрафного удара Дина Кокса на 57-й минуте, и в итоге «Ориент» победил со счётом 4:0. Слейд сказал, что он был «рад» тому, что Кейн забил гол в своём первом матче в лиге. 12 февраля дважды забил в победе над «Бристоль Роверс» со счётом 4:1, выйдя на замену Макглишу на 70-й минуте. Он закончил сезон, забив пять голов в 18 матчах.
25 августа 2011 года Кейн впервые вышел на поле в составе «Тоттенхэма», выйдя на поле в ответном матче квалификационного раунда Лиги Европы против «Хартса», в котором «Тоттенхэм» произвёл изменения после победы в первом матче со счётом 5:0. Его дебют прошел безрезультатно, хотя он заработал пенальти после того, как на нём сфолил вратарь Джейми Макдональд, который затем отразил пенальти, реализовал самим Кейном. В том сезоне он провёл шесть матчей в Лиге Европы, а 15 декабря 2011 года забил свой первый гол за «Тоттенхэм» в матче с «Шемрок Роверс» (4:0).
29 декабря 2011 года Кейн и его товарищ по команде «Тоттенхэм» Райан Мейсон согласились присоединиться к клубу из Чемпионшипа «Миллуолл» на правах аренды с 1 января 2012 года до конца сезона. После дебюта в матче против «Бристоль Сити» главный тренер Кенни Джекетт сказал, что Кейн «очень хорошо провёл дебют», но ему «не повезло, что он не забил». Он также сказал, что Гарри «будет хорошим дополнением» для клуба во второй половине сезона. В дальнейшем он забил семь голов в последних 14 матчах сезона. Кейн забил девять голов в 27 матчах, в результате чего был признан молодым игроком года в «Миллуолле» в сезоне 2011/12. Его голы, забитые в конце сезона, помогли «львам» подняться в турнирной таблице и избежать угрозы вылета.
Предсезонку сезона 2012/13 Кейн провёл в составе «Тоттенхэма», забив 10 августа 2012 года хет-трик в гостевом матче с «Саутенд Юнайтед» (6:0). 18 августа он дебютировал в Премьер-лиге в матче с «Ньюкасл Юнайтед». Выйдя на замену Сандро на 86-й минуте, «Тоттенхэм» проиграл со счётом 1:2.
31 августа 2012 года Кейн на правах аренды перешёл в команду Премьер-лиги «Норвич Сити», дебютировав в матче против «Вест Хэм Юнайтед». В матче Кубка лиги против «Донкастер Роверс» Кейн уже во второй своей игре получил травму — перелом плюсневой кости. 19-летний футболист проходил реабилитацию в «Тоттенхэме», но вернулся в строй 29 декабря 2012 года, выйдя на замену в перерыве матча с «Манчестер Сити» (3:4). Однако, поскольку «Тоттенхэм» не смог пополнить свой атакующий состав во время январского трансферного окна, он решил 1 февраля 2013 года отозвать Гарри, за четыре месяца до его возвращения.
Через 20 дней после отзыва Кейн на оставшуюся часть сезона перешёл в «Лестер Сити», чтобы помочь клубу в борьбе за повышение в классе. 26 февраля 2013 года в свой домашний дебют он отметил голом в ворота «Блэкберн Роверс», выиграв со счетом 3:0. Он провёл 13 матчей за клуб из Восточного Мидленда, восемь — со скамейки запасных, и вышел в полуфинал плей-офф, где был уничтожен «Уотфордом».
Свой первый гол в сезоне 2013/14 Кейн забил на «Уайт Харт Лейн» в матче Кубка лиги против «Халл Сити», сравняв счёт в дополнительное время, матч закончился со счётом 2:2. «Тоттенхэм» выиграл 8:7 по пенальти, причём Гарри реализовал пятый из девяти ударов с точки.
7 апреля 2014 года Кейн впервые вышел в стартовом составе «Тоттенхэма» под руководством главного тренера Тима Шервуда в матче против «Сандерленда» (5:1) и забил свой первый гол в Премьер-лиге на 59-й минуте. Он также забил в следующем матче, помог «Тоттенхэму» оправиться от поражения 0:3 в матче с «Вест Бромвич Альбион» и в итоге сыграл вничью 3:3. 19 апреля он забил в третьем матче подряд, на этот раз помог «Тоттенхэму» одержать победу в лондонском дерби над «Фулхэмом» (3:1).

#### Молодой игрок года в Англии (2014—2015)
В сезоне 2014/15 Кейн впервые вышел на замену в матче против «Вест Хэма» в день открытия сезона Премьер-лиги, ассистировав Эрику Диеру, забившему победный гол. Он забил в обоих матчах против лимассольского клуба «АЕЛ» в плей-офф Лиги Европы, забив на 80-й минуте в первом матче и открыв счёт в ответном матче после нереализованного пенальти. 24 сентября 2014 года он забил последний гол в матче с «Ноттингем Форест» в Кубке лиги, обеспечив победу «Тоттенхэма» со счётом 3:1. 23 октября 2014 года Кейн оформил свой первый профессиональный хет-трик за «Тоттенхэм» в матче группового этапа Лиги Европы с «Астерас» из Триполи (5:1). Гарри был вынужден играть в воротах в течение последних трёх минут, после того как Уго Льорис был удалён с поля без права замены, и пропустил гол, не поймав штрафной удар от Херонимо Барралеса.
2 ноября 2014 года Кейн вышел на замену во втором тайме матча с «Астон Виллой» (2:1) и на 90-й минуте забил свой первый гол в Премьер-лиге. Главный тренер Маурисио Почеттино, назначенный вместо Шервуда и не слишком удачно начавший работу в клубе, впоследствии говорил, что этот гол спас его от увольнения. После этого Гарри стал регулярно выходить в стартовом составе «Тоттенхэма» при Почеттино; через неделю он впервые в этом сезоне Премьер-лиги попал в стартовый состав, и хотя команда проиграла дома «Сток Сити» со счётом 1:2, он сохранил своё место в первом составе на матч с «Халл Сити», забив гол, сравнявший счёт. В период с 14 по 26 декабря Кейн забил в трёх подряд победах «Тоттенхэма» со счётом 2:1 над «Суонси Сити», «Бернли» и «Лестер Сити» соответственно. 1 января 2015 года дважды забил гол и реализовал пенальти, когда «Тоттенхэм» обыграл конкурентов и лидеров чемпионата «Челси» со счётом 5:3, а 31 января забил ещё два гола в гостевом матче с «Вест Бромвич Альбион» (3:0), в том числе с пенальти. 28 января 2015 года Кейн ассистировал поздний гол Кристиана Эриксена в матче с «Шеффилд Юнайтед», благодаря которому «Тоттенхэм» вышел в финал Кубка лиги. Благодаря своим выступлениям он был признан лучшим игроком месяца в Премьер-лиге за январь 2015 года.

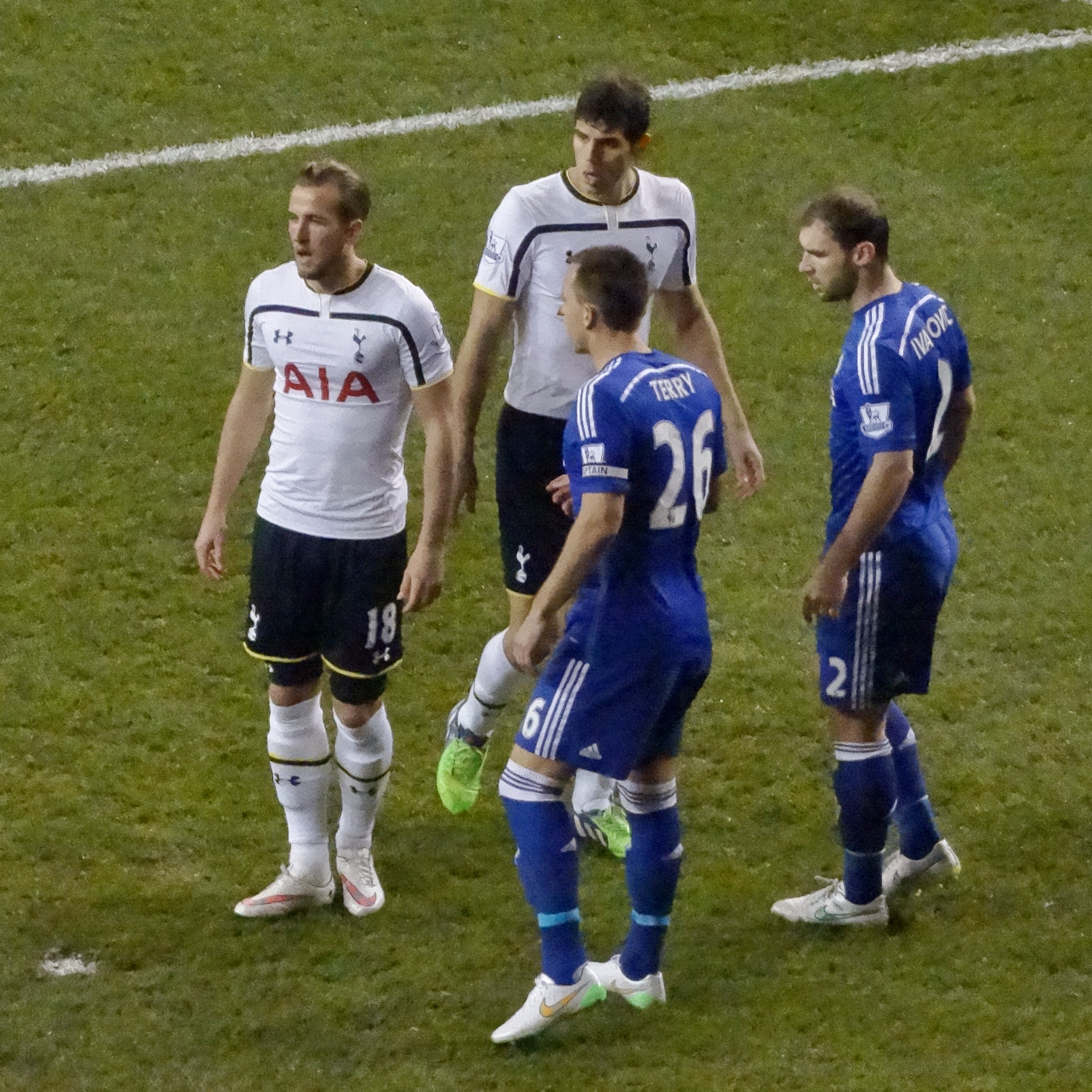
Кейн (слева) во время победы «Тоттенхэма» над «Челси» со счётом 5:3 в январе 2015 года

2 февраля 2015 года Кейн подписал с клубом новый контракт сроком на пять с половиной лет. Через пять дней он забил оба гола «Тоттенхэма» в Северолондонском дерби, одержав победу над «Арсеналом», и стал автором 21-го и 22-го голов в сезоне во всех турнирах. В феврале 2015 года после голов в ворота «Арсенала», «Ливерпуля» и «Вест Хэма» Кейн снова был назван игроком месяца Премьер-лиги, став лишь четвёртым игроком, получившим эту награду в течение нескольких месяцев подряд. 1 марта 2015 года «Тоттенхэм» проиграл в финале Кубка лиги принципиальным соперникам из «Челси» (0:2), что Кейн назвал «худшим чувством в мире». Двадцать дней спустя он оформил свой первый хет-трик в Премьер-лиге, победив дома со счётом 4:3 свой бывший клуб «Лестер». Таким образом, на его счету стало 19 голов в сезоне, и он стал лучшим бомбардиром чемпионата.
5 апреля в матче с «Бернли» (0:0) на «Терф Мур» Кейн впервые стал капитаном «Тоттенхэма». Через две недели в матче с «Ньюкасл Юнайтед» (3:1) на «Сент-Джеймс Парк» он забил свой 30-й гол в сезоне, став первым игроком «Тоттенхэма», достигшим этого результата со времён Гари Линекера в сезоне 1991/92. Позже в том же месяце он был включён в команду года ПФА в качестве одного из двух нападающих, наряду с Диего Костой из «Челси». Он также был признан молодым игроком года ПФА. 24 мая 2015 года он забил единственный гол в гостевой победе над «Эвертоном» в заключительный день сезона, подтвердив пятое место «Тоттенхэма», что дало им право на участие в групповом этапе Лиги Европы следующего сезона. Это был его 21-й гол в чемпионате, который стал клубным рекордом Премьер-лиги наряду с Тедди Шерингемом, Юргеном Клинсманом и Гаретом Бейлом. В конце сезона Кейн отметил, что за одну кампанию он сделал больше, чем ожидал сделать за всю свою карьеру.

#### Лучший бомбардир Премьер-лиги (2015—2016)
Во время предсезонного турне «Тоттенхэма» по Австралии Кейн привлёк внимание многочисленных фанатов во время посещения торгового центра «Уэстфилд Сидней», в результате чего клуб прислал микроавтобус для его сопровождения. 29 июля 2015 года «Тоттенхэм» был гостем матча всех звёзд MLS 2015 года на стадионе «Дикс Спортинг Гудс Парк». Они проиграли 1:2 команде MLS, причём Гарри забил утешительный гол на 37-й минуте, выиграв единоборство у Омара Гонсалеса, а затем был заменён на 77-й минуте матча.
Номер Кейна в команде был изменён с 18 на 10, который ранее носил Эммануэль Адебайор. В интервью The Daily Telegraph он сказал, что сменил номер, «чтобы стать легендой клуба». Поскольку Адебайор и Роберто Сольдадо были выставлены на продажу, он начал сезон в качестве единственного нападающего и капитана третьего звена после Уго Льориса и Яна Вертонгена. 26 сентября 2015 года после 748-минутного перерыва он забил свой первый гол в сезоне, когда «Тоттенхэм» победил лидера Премьер-лиги «Манчестер Сити» со счётом 4:1. Восемь дней спустя он забил автогол с углового удара Джонджо Шелви, но «Тоттенхэм» отстоял ничью 2:2.
25 октября 2015 года Кейн оформил хет-трик, включая пенальти, который он заработал сам, когда «Тоттенхэм», пропустив гол на первой минуте, победил «Борнмут» со счётом 5:1 на «Дин Корт». Восемь дней спустя он забил свой пятый гол в сезоне, став автором решающего гола в домашнем матче с «Астон Виллой» (3:1). 8 ноября 2015 года он обеспечил «Тоттенхэму» преимущество в счёте перед перерывом матча с «Арсеналом» на стадионе «Эмирейтс», хотя и завершившегося вничью 1:1; этот гол в ворота Петра Чеха он забил первым касанием длинной передачи Дэнни Роуза.

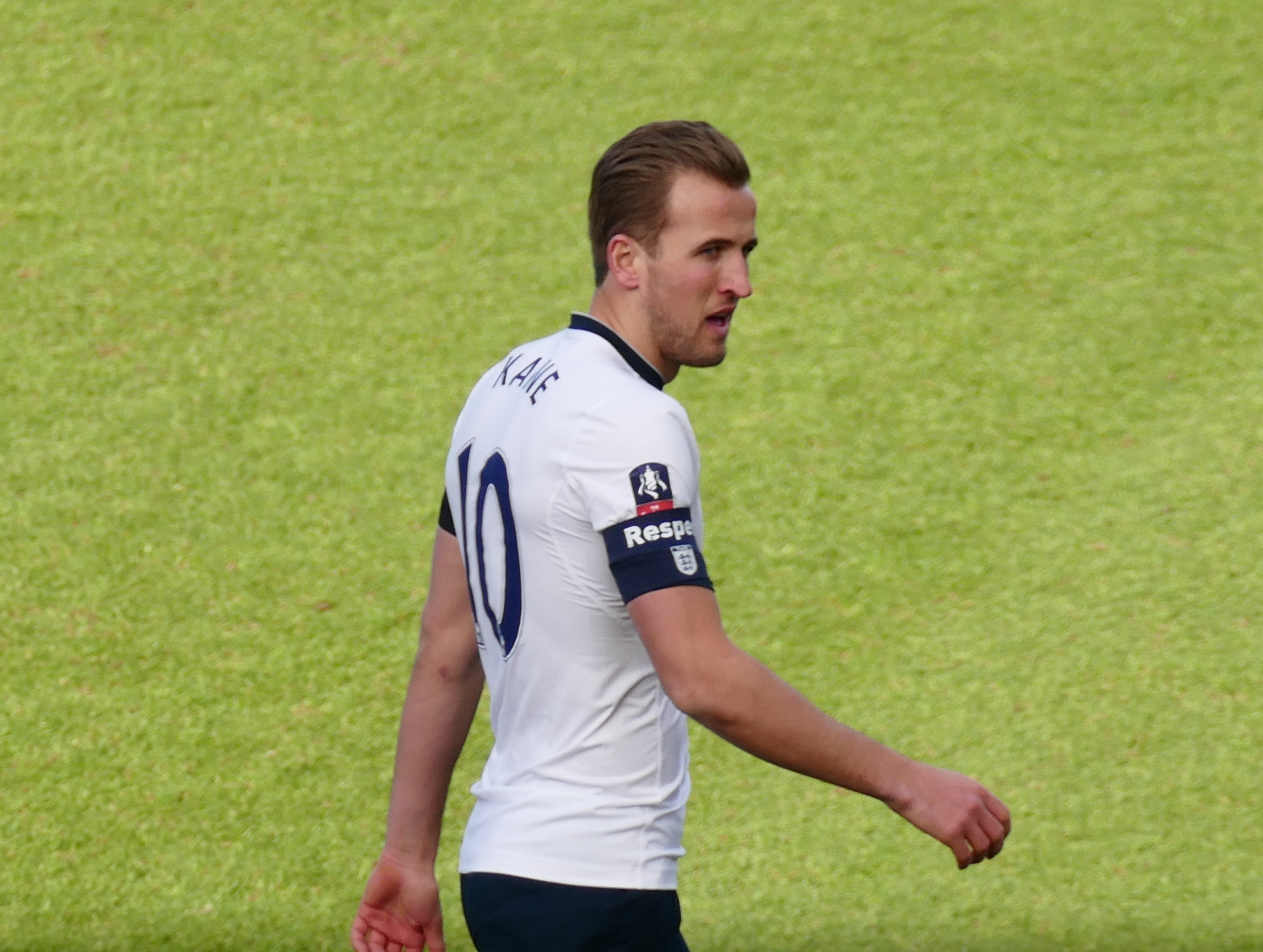
Кейн с капитанской повязкой на руке в матче Кубка Англии против «Колчестер Юнайтед», январь 2016 года

Через 18 дней после этого он записал на свой счёт девятый гол в шести матчах, причем единственный — в выездном поединке против «Карабаха», что позволило «Тоттенхэму» выйти в плей-офф Лиги Европы этого сезона. 19 декабря 2015 года Кейн провёл свой 100-й матч за клуб, победив «Саутгемптон» со счётом 2:0, и забил свой 10-й гол в последних 10 матчах. Неделю спустя он добавил ещё два гола в победе над бывшим клубом «Норвич» (3:0), в результате чего на его счету стало 27 голов в Премьер-лиге за 2015 год, побив клубный рекорд Шерингема. 10 января 2016 года он забил свой 50-й гол за «Тоттенхэм» в матче третьего раунда Кубка Англии против «Лестера» (2:2).
В марте 2016 года Кейн в третий раз стал игроком месяца в Премьер-лиге, забив пять голов в четырёх матчах, включая удар из штрафной площади в дерби Северного Лондона, который нападающий назвал «одним из моих лучших голов в техническом плане». 2 апреля забив свой 22-й гол в сезоне в матче с «Ливерпулем» (1:1) на «Энфилде», Кейн стал лучшим бомбардиром клуба в одном сезоне Премьер-лиги, а до конца сезона оставалось шесть матчей.
По итогам сезона Гарри Кейн стал обладателем «Золотой бутсы» Премьер-лиги, опередив на один гол Серхио Агуэро и Джейми Варди (25 голов). Второй сезон подряд он был включён в список команды года по версии ПФА, так как помог «Тоттенхэму» занять третье место и квалифицироваться в Лигу чемпионов.

#### Второе место в Премьер-лиге и вторая «Золотая бутса» (2016—2017)
В отсутствие Уго Льориса Кейн стал капитаном «Тоттенхэма» в дебютном домашнем матче сезона 2016/17, ассистировав Виктору Ваньяме в победном голе, когда «Тоттенхэм» обыграли «Кристал Пэлас» (1:0) в лондонском дерби на «Уайт Харт Лейн». Он открыл свой бомбардирский счёт в четвёртом туре сезона Премьер-лиги, забив последний гол в матче со «Сток Сити» (4:0).

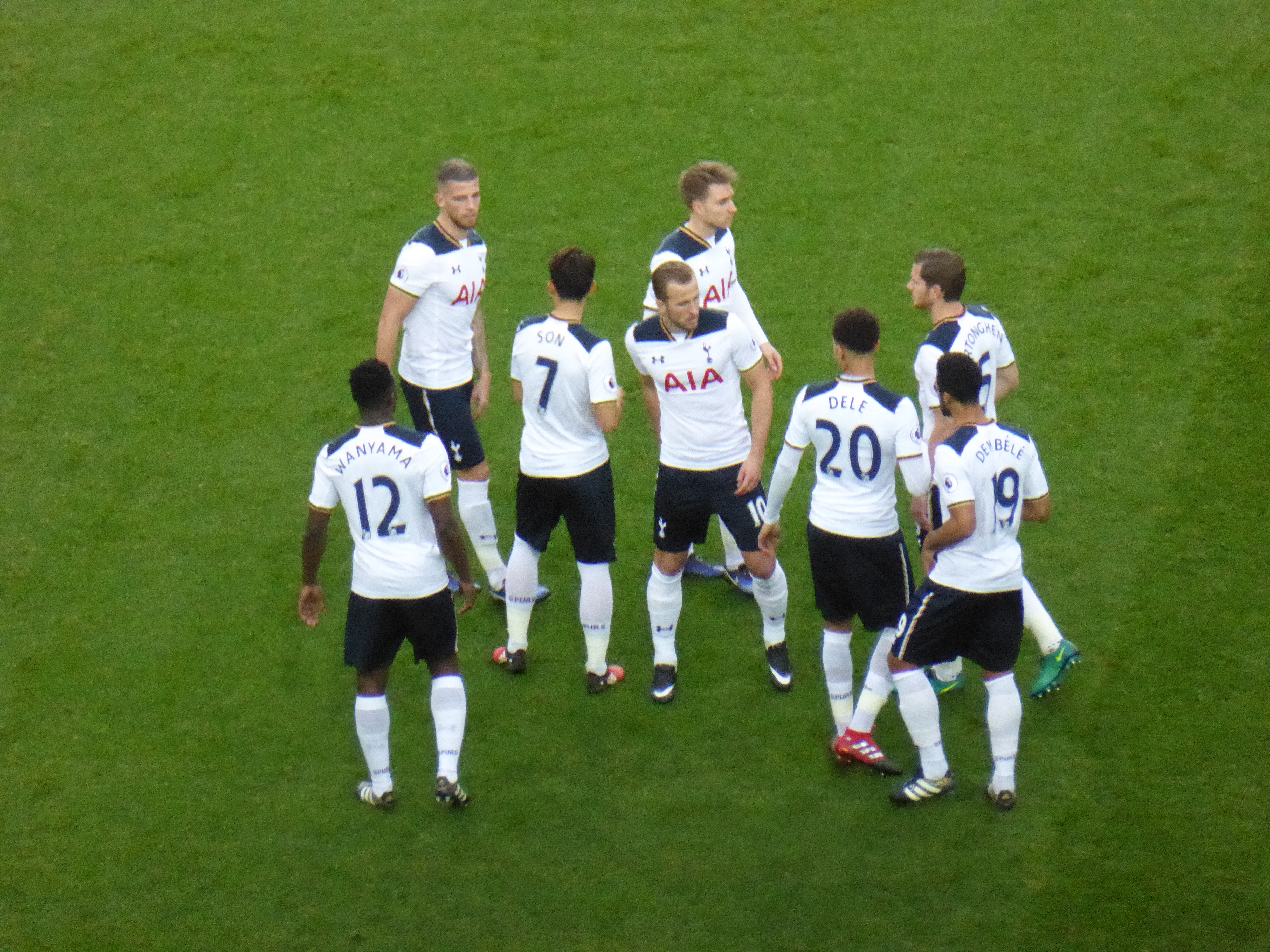
Кейн (в центре) со своими партнёрами по команде перед матчем против «Манчестер Юнайтед» на «Олд Траффорд» в декабре 2016 года

14 сентября 2016 года Кейн дебютировал в Лиге чемпионов, проиграв «Монако» со счётом 1:2 на стадионе «Уэмбли». Через четыре дня он забил победный гол в матче с «Сандерлендом» в Премьер-лиге, но ему пришлось покинуть поле на носилках после того, как он подвернул правую лодыжку при попытке отобрать мяч у Папи Джилободжи. По сообщениям, у игрока были повреждены связки лодыжки, и он выбыл на срок от шести до восьми недель. Пропустив пять матчей в чемпионате и три в групповом этапе Лиги чемпионов, Кейн вернулся в игру 6 ноября в матче с «Арсеналом» (1:1), забив с пенальти и сравняв счёт. 22 ноября он забил свой первый гол в Лиге чемпионов в ответном матче с «Монако» (1:2) на стадионе «Луи II», в результате которого «Тоттенхэм» проиграл и выбыл из турнира.
1 декабря 2016 года Кейн подписал новый контракт с «Тоттенхэмом», по которому он останется в клубе до 2022 года. 1 января 2017 года он провёл свой 100-й матч в Премьер-лиге, забив первый гол в новом году в ворота «Уотфорда» на 27-й минуте, который он довёл до дубля, забив ещё раз на 33-й минуте. 14 января в своём первом матче после рождения дочери Кейн оформил хет-трик в победе над «Вест Бромом» со счётом 4:0. 19 февраля 2017 года в пятом раунде Кубка Англии 2016/17 Гарри забил все три мяча в пользу «Тоттенхэма», обыгравшего «Фулхэм» со счётом 3:0. Это был его пятый хет-трик в карьере и второй в 2017 году. 26 февраля 2017 года снова забил хет-трик, когда «Тоттенхэм» обыграл «Сток» со счётом 4:0. Это был его третий хет-трик в девяти матчах и второй подряд в домашних играх. Первый из этих голов стал для него 100-м в клубном футболе. В феврале 2017 года он в четвёртый раз в своей карьере был признан игроком месяца.
В марте 2017 года он травмировал голеностоп в матче Кубка Англии против бывшего клуба «Миллуолл». 15 апреля забил свой 20-й гол в Премьер-лиге в сезоне в матче против «Борнмута», впервые выйдя на поле через месяц после восстановления от травмы. Это позволило ему стать четвёртым игроком в истории Премьер-лиги, забившим 20 голов в трех сезонах подряд, после Алана Ширера, Тьерри Анри и Руда ван Нистелроя.
20 апреля Кейн в третий раз подряд был включён в список лучших игроков года по версии ПФА. Он также был включён в список шести игроков, претендующих на звание лучшего игрока года по версии футболистов ПФА и молодого игрока года по версии ПФА. Два дня спустя он забил в полуфинале Кубка Англии, который «Тоттенхэм» проиграл «Челси» со счётом 2:4 на стадионе «Уэмбли». 14 мая в последнем матче на «Уайт Харт Лейн» забил гол в игре с «Манчестер Юнайтед» (2:1). За два матча до конца сезона на счету Кейна стало 22 гола, что на два меньше, чем у Ромелу Лукаку. Однако, забив семь голов в двух последних матчах — победе над действующим чемпионом «Лестер Сити» (6:1) и «Халл Сити» (7:1), Кейн стал лучшим бомбардиром Премьер-лиги с 29 голами и, таким образом, получил вторую подряд «Золотую бутсу», став лишь пятым игроком, которому удалось это сделать.

#### Год рекордной результативности (2017—2018)

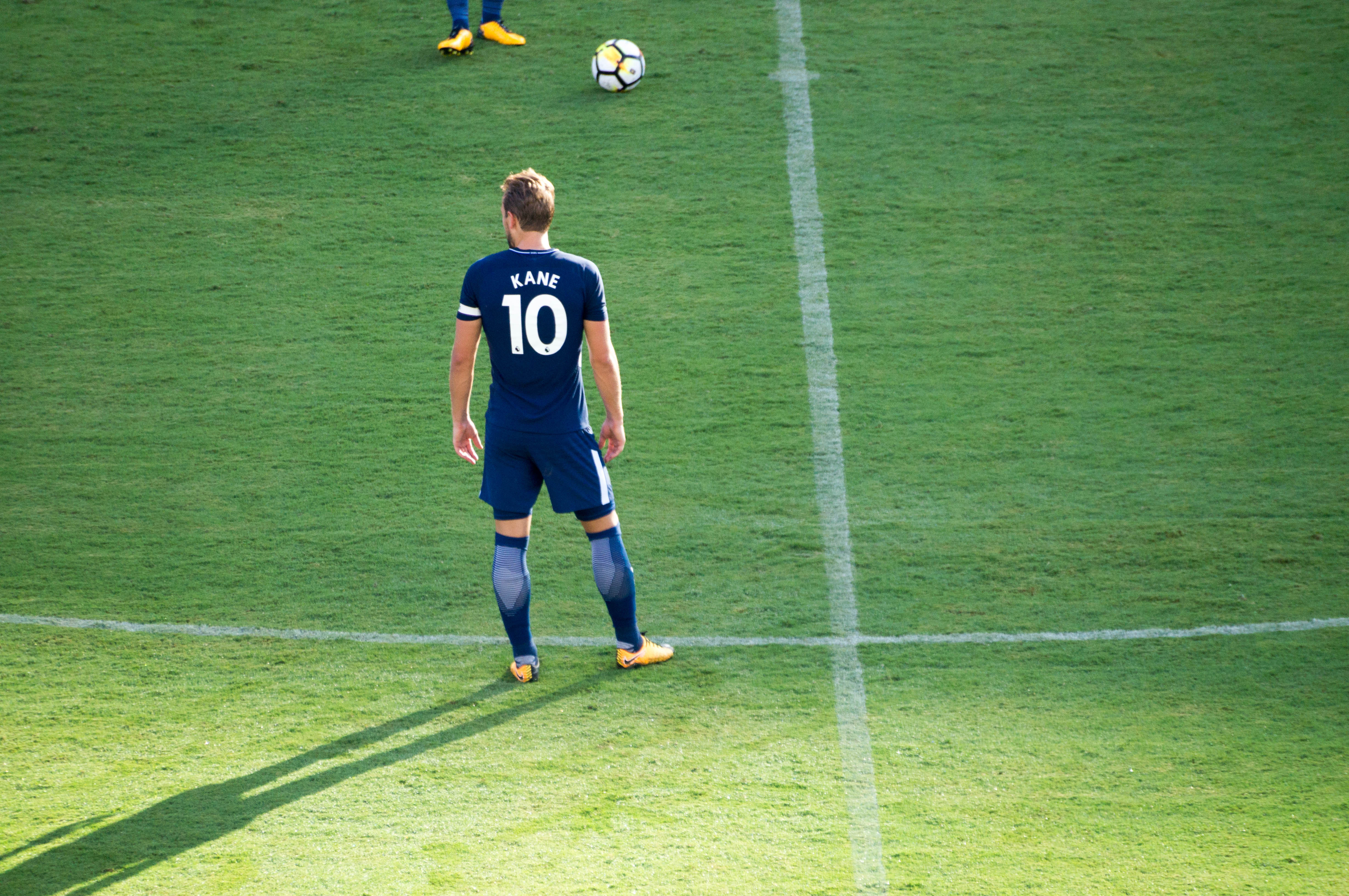
Кейн в предсезонном матче на «Ниссан Стэдиум» в Нэшвилле, 29 июля 2017 года

После того как Кейн не забил в первых трёх матчах, он отметился дублем в трёх из следующих четырёх своих выходах за клуб во всех турнирах. 9 сентября его дебютный гол в матче с «Эвертоном» стал для него 100-м в составе клуба, причём в его 169-м матче. 26 сентября Кейн оформил свой первый хет-трик в Лиге чемпионов, выиграв со счётом 3:0 групповой этап у чемпионов Кипра — АПОЭЛа. Он был признан лучшим игроком месяца в Премьер-лиге в пятый раз, а сентябрь 2017 года, в котором он забил 13 голов в 10 матчах за клуб и сборную, назвал лучшим месяцем в своей карьере.
23 декабря Кейн повторил рекорд Алана Ширера — 36 голов в Премьер-лиге за календарный год, оформив хет-трик в гостевом матче с «Бернли» (3:0). В следующем матче он превзошёл рекорд Ширера, оформив ещё один хет-трик в домашнем матче с «Саутгемптоном» (5:2), и завершил год с 39 голами в Премьер-лиге. Этот хет-трик, шестой по счету в Премьер-лиге (восьмой во всех турнирах), также сделал его первым игроком в истории Премьер-лиги, забившим шесть хет-триков за год. Забив 56 голов во всех турнирах за год, он также стал лучшим бомбардиром Европы 2017 года, прервав семилетнее «господство» Лионеля Месси и Криштиану Роналду в качестве лучших бомбардиров Европы за календарный год.
«Батистута был убийцей с сильным характером и мощным ударом. Их можно сравнить, но я бы поставил Батистуту выше, однако Гарри может стать лучше. Гарри тоже убийца. Посмотрите на его статистику забитых мячей за последние сезоны».
В январе 2018 года он дважды забил в домашнем матче с «Эвертоном» (4:0) и стал лучшим бомбардиром «Тоттенхэма» в Премьер-лиге, побив рекорд Тедди Шерингема (97 голов в Премьер-лиге за клуб). 4 февраля Кейн забил пенальти в добавленное время, чтобы сравнять счёт в матче с «Ливерпулем» (2:2) на «Энфилде» и забить свой 100-й гол в Премьер-лиге; он достиг векового показателя по количеству голов в 141 матче, уступив лишь Алану Ширеру, забившему 124 гола. В апреле 2018 года он, наряду с нападающими Мохамедом Салахом и Серхио Агуэро, в четвёртый раз подряд был включен в список лучших игроков года по версии ПФА. 8 июня Кейн подписал новый контракт, по которому он останется в клубе до 2024 года.

#### Проигрыш в финале Лиги чемпионов (2018—2019)
Начал Кейн первый матч сезона против «Ньюкасла» без забитых мячей, а в следующие выходные открыл свой счёт в игре против «Фулхэма». Тем самым он покончил со своим «проклятьем» — не способностью в августе забить гол в Премьер-лиге. В следующем матче он также впервые забил на «Олд Траффорд» — «Тоттенхэм» победил со счётом 3:0, что стало третьей выездной победой над «Манчестер Юнайтед» с 1992 года, а также самой крупной выездной победой над клубом за последние 46 лет. 1 января 2019 года он забил первый гол в матче с «Кардифф Сити» и стал первым игроком, забившим гол в ворота всех команд Премьер-лиги, с которыми он встречался. 13 января 2019 года в конце матча с «Манчестер Юнайтед» Кейн повредил связки голеностопа, из-за чего пропустил несколько важнейших матчей, включая домашний матч 1/8 финала Лиги чемпионов.
23 февраля 2019 года он вернулся в состав первой команды в матче против «Бернли» и сразу же вышел в стартовом составе. На 65-й минуте он забил гол, сравняв счёт 1:1, хотя матч закончился поражением 1:2. Он забил единственный гол в выездном матче 1/8 финала Лиги чемпионов против дортмундской «Боруссии», обеспечив суммарную победу со счётом 4:0 и выход во второй четвертьфинал Лиги чемпионов. Этот гол также сделал его лучшим бомбардиром клуба в еврокубках с 24 забитыми мячами. 9 апреля 2019 года во время первого матча 1/4 финала Лиги чемпионов против «Манчестер Сити» он снова получил травму голеностопа, которая завершила его сезон в Премьер-лиге. Однако 1 июня он вернулся к финалу Лиги чемпионов, хотя его выбор после травмы стал предметом споров, поскольку «Тоттенхэм» проиграл «Ливерпулю» (0:2).

#### Борьба с травмами (2019—2020)

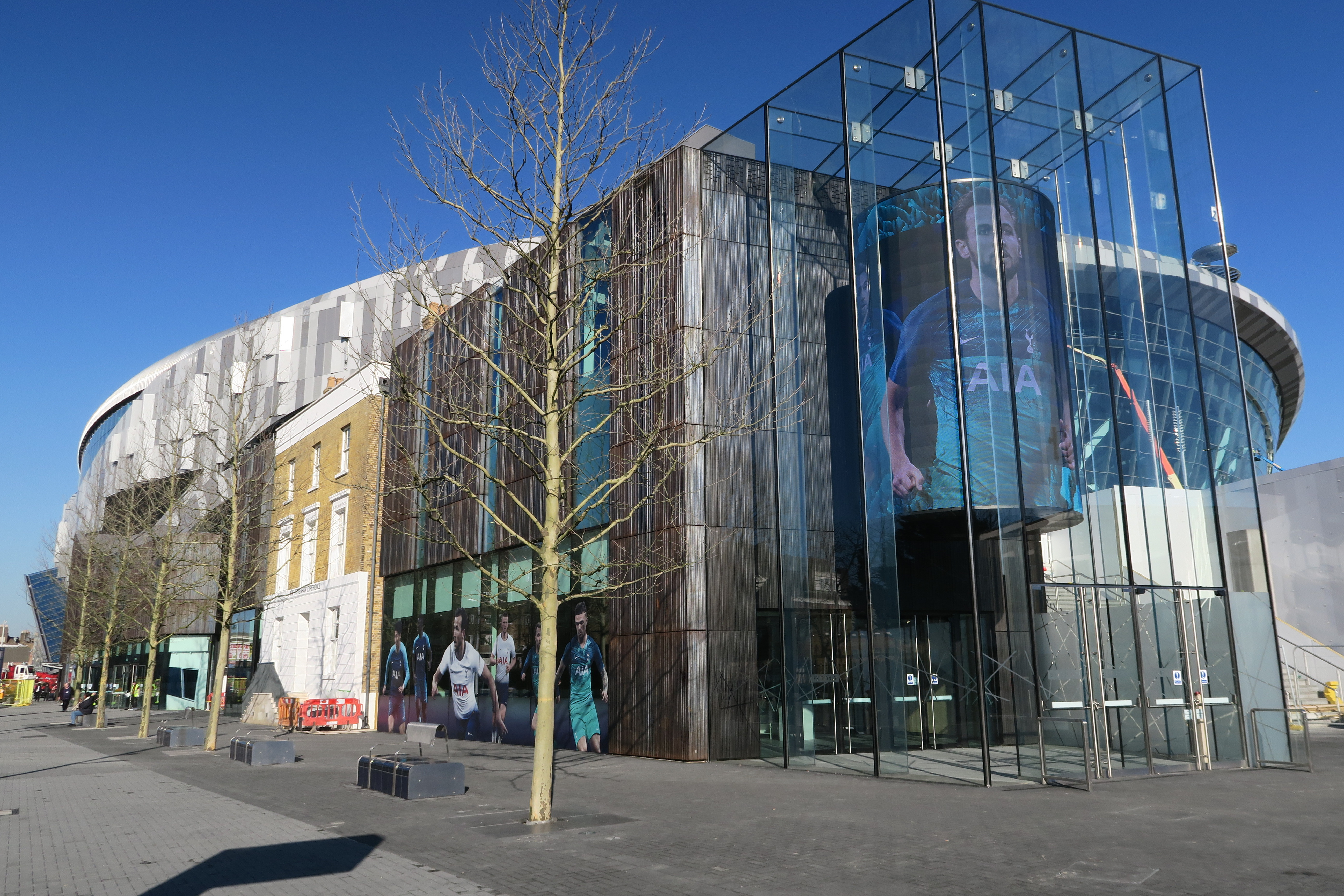
Изображение Кейна на новом стадионе «Тоттенхэма»

Кейн начал первый матч «Тоттенхэма» в сезоне 2019/20, забив два гола в домашнем матче с «Астон Виллой» (3:1). Первый гол Кейна в этой игре стал его первым голом на стадионе «Тоттенхэм Хотспур». 1 января 2020 года в выездном матче против «Саутгемптона», закончившемся поражением 0:1, Кейн получил травму подколенного сухожилия. Повреждение подколенного сухожилия потребовало операции, в результате которой он выбыл из строя на несколько месяцев. Из-за пандемии COVID-19, повлекшей за собой приостановку матчей лиги, он не играл до 19 июня. 23 июня в своём 200-м матче за «Тоттенхэм» в Премьер-лиге, он забил свой первый гол в 2020 году в ворота «Вест Хэма», одержав победу со счётом 2:0.

#### Третья «Золотая бутса» и лучший плеймейкер сезона (2020—2021)
Кейн забил свой первый гол в сезоне в матче Лиги Европы против пловдивского «Локомотива» и помог команде выиграть со счётом 2:1 после того, как в конце второго тайма в составе «Локомотива» были удалены два игрока. Свой первый гол в чемпионате сезона 2020/21 Кейн забил во втором матче чемпионата после серии из четырёх голов, которые забил Сон Хын Мин и ассистировал Кейн, обеспечив победу «Тоттенхема» над «Саутгемптоном» со счётом 5:2. Это первый случай в истории Премьер-лиги, когда игрок отдал четыре результативные передачи одному и тому же партнёру в одном матче, а Кейн стал всего лишь шестым игроком в истории Премьер-лиги, отдавшим четыре голевые передачи в одном матче, и первым английским игроком, сделавшим это.
1 октября Кейн оформил хет-трик в матче с «Маккаби» в раунде плей-офф Лиги Европы, обеспечив себе выход в групповой этап. 4 октября он сделал дубль в гостевом матче с «Манчестер Юнайтед» (6:1), что стало самой крупной победой «Тоттенхэма» на «Олд Траффорд» и лучшим результатом в матче с «Юнайтед» с момента домашней победы в 1932 году. Он забил свой 200-й гол за «Тоттенхэм» в 300-м матче за клуб в победе над «Лудогорецом» со счётом 3:1 в групповом этапе Лиги Европы. Кейн забил в победе «Тоттенхэма» над «Арсеналом» со счётом 2:0 и стал рекордсменом по количеству голов в истории дерби Северного Лондона, забив 11 мячей. Это был также 100-й гол Кейна за «Тоттенхэм» во всех турнирах и 250-й гол за клуб и сборную.
2 января 2021 года Кейн реализовал пенальти, открыв счёт в матче, а затем сделал результативную передачу в домашней победе «Тоттенхэма» над «Лидс Юнайтед» со счётом 3:0. Таким образом, количество голов и передач Гарри в чемпионате достигло 10, и он стал первым игроком в пяти ведущих европейских лигах, который достиг двузначного числа голов и передач в сезоне 2020/21. 7 марта он сделал дубль в матче с «Кристал Пэлас», выигранном со счётом 4:1; последний гол забил Сон Хын Мина, и этот их 14-й совместный гол, когда один ассистировал другому, установил рекорд по количеству голевых комбинаций в сезоне Премьер-лиги. 23 мая он забил гол в матче с «Лестер Сити» (4:2), забив свой 23-й гол в сезоне и получив третью «Золотую бутсу» в своей карьере. Он также получил награду «Плеймейкер сезона» Премьер-лиги за наибольшее количество передач в сезоне, став первым игроком, получившим «Золотую бутсу» и «Плеймейкер» в одном сезоне с момента введения награды плеймейкеров в 2018 году.

#### Желание покинуть клуб (2021—2022)

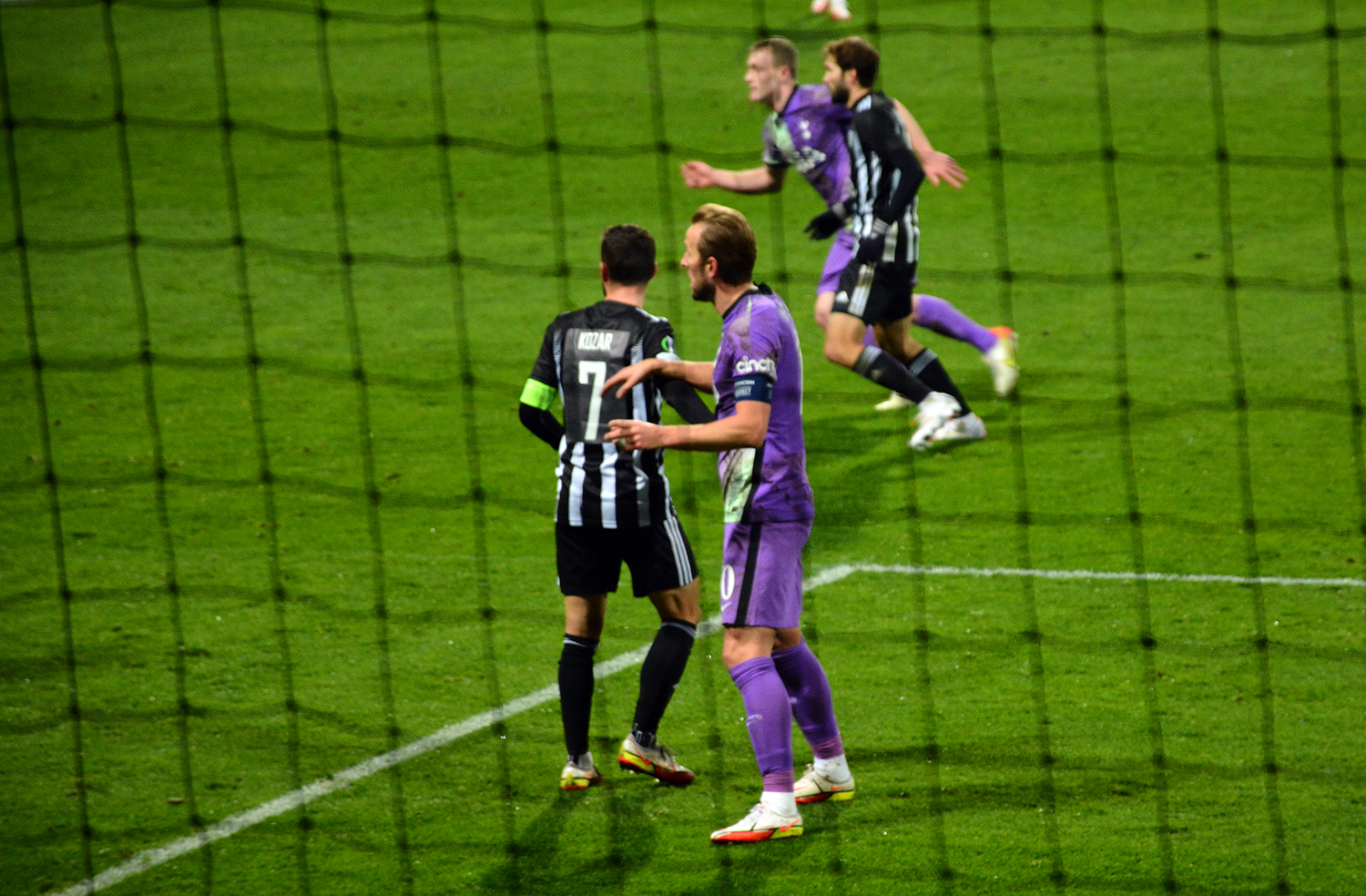
Кейн в матче Лиги конференций против «Мура», 25 ноября 2021 года

Перед началом сезона 2021/22 Кейн заявил, что у него есть джентльменское соглашение с председателем совета директоров Дэниелем Леви, согласно которому он может покинуть «Тоттенхэм» летом. Это соглашение не было выполнено, и Леви отклонил интерес «Манчестер Сити» к услугам Кейна, включая предложение о трансфере в размере 127 млн фунтов стерлингов. Нападающий не явился на предсезонную подготовку и не сыграл в первых двух матчах сезона. 22 августа он вышел на замену в матче против «Вулверхэмптон Уондерерс» — это был его первый выход на поле после возвращения на предсезонную подготовку. 25 августа Кейн объявил о своём желании остаться в «Тоттенхэме» после того, как переход в «Манчестер Сити» не состоялся, заявив: «Этим летом я останусь в „Тоттенхэме“ и буду на все 100 % сосредоточен на том, чтобы помочь команде добиться успеха». На следующий день Кейн впервые выступил в Лиге конференций в матче с «Пасуш де Феррейра». Он забил два мяча в победе со счётом 3:0, обеспечив команде выход в групповой этап. 30 сентября во втором матче группового этапа, выйдя на замену, он за 20 минут оформил хет-трик в игре с «Мурой», которая завершилась со счётом 5:1. Это был первый хет-трик в истории Лиги конференций, и Кейн стал первым игроком, забившим хет-трик во всех трёх текущих главных клубных турнирах УЕФА (Лиге чемпионов, Лиге Европы и Лиге конференций).

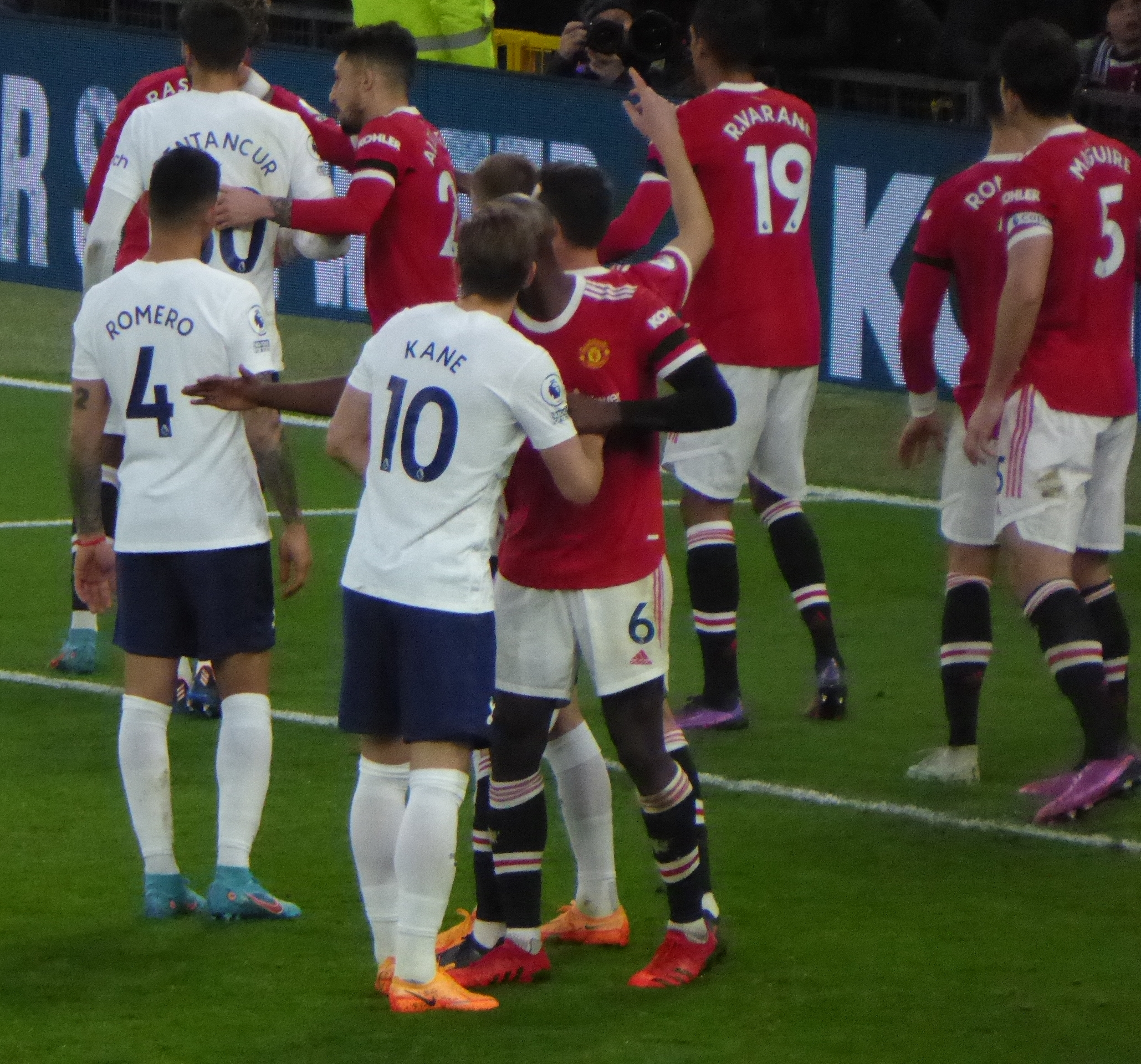
Гарри Кейн в матче против «Манчестер Юнайтед» в 2022 году

17 октября 2021 года Кейн забил свой первый гол в сезоне Премьер-лиги в гостевом матче с «Ньюкасл Юнайтед» (3:2). Второй гол в сезоне он забил 19 декабря, когда стал автором первого гола в домашней ничьей с «Ливерпулем» (2:2). 19 февраля 2022 года Кейн забил дважды, включая победный мяч на 95-й минуте, в захватывающей победе над «Манчестер Сити» (3:2). Это положило конец 15-матчевой беспроигрышной серии «Сити» в чемпионате. 26 февраля Кейн забил гол в ворота «Лидс Юнайтед» и ассистировал Сону; эта результативная передача стала 37-м совместным голом Кейна и Сона, установив новый рекорд результативности партнёрства в Премьер-лиге. 16 марта Кейн забил гол в матче с «Брайтоном» (2:0), доведя свой бомбардирский счёт в Премьер-лиге до 95, превзойдя рекорд Уэйна Руни по количеству голов в Премьер-лиге, забитых на выезде.

#### Лучший бомбардир «Тоттенхэма» в истории и последний сезон в клубе (2022—2023)
Кейн забил свой первый гол в сезоне в лондонском дерби с «Челси» и спас для «Тоттенхэма» очко, забив на шестой минуте компенсированного времени и доведя счёт до 2:2. Таким образом, его количество голов в Премьер-лиге за «Тоттенхэм» достигло 184, и он сравнялся с рекордом Серхио Агуэро по количеству голов, забитых за один клуб Премьер-лиги. В следующей игре Кейн побил этот рекорд, забив единственный гол в матче с «Вулверхэмптон Уондерерс» и став первым игроком, забившим 185 голов в Премьер-лиге за один клуб. 5 февраля 2023 года «Тоттенхэм» заявил, что Кейн стал лучшим бомбардиром за всю историю, обогнав Джимми Гривза, забившего 267-й гол за «Тоттенхэм» и 200-й в Премьер-лиге в домашнем матче с «Манчестер Сити» (1:0). Однако этот факт был оспорен, поскольку «Тоттенхэм» не учитывает два гола Гривза, забитые в 1962 году в благотворительном турнире Суперкубка Англии, что позволило бы ему набрать 268 голов. 11 марта 2023 года Кейн забил свои 269-й и 270-й голы, оформив дубль в победе над «Ноттингем Форест» со счётом 3:1, что позволило ему установить неоспоримый рекорд. В 2023 году он занял второе место после Эрлинга Холанна с 30 голами, став первым игроком, забившим 30 голов в двух разных сезонах Премьер-лиги по 38 матчей.
После ухода Карима Бензема из мадридского «Реала» 6 июня 2023 года главный тренер Карло Анчелотти, заинтересованный в подписании Кейна, обратился в совет директоров с просьбой инициировать возможный трансфер. В конце июня 2023 года «Бавария» сделала первоначальное предложение о покупке Кейна в размере 70 млн фунтов стерлингов, у которого остался один год контракта, но оно было отклонено. В июле он был включён в состав «Тоттенхэма» на предсезонное турне, а почетный президент «Баварии» Ули Хёнесс заявил, что между клубом и представителями игрока были проведены переговоры, и отметил, что Гарри «четко дал понять во всех разговорах», что желает перейти в «Баварию». 6 августа Кейн забил четыре гола, обыграв донецкий «Шахтёр» со счётом 5:1 в предпоследнем предсезонном матче перед стартом Премьер-лиги. На следующий день «Тоттенхэм» отклонил ещё одно предложение от «Баварии», сумма которого, как сообщалось, составила 86 млн фунтов стерлингов. 10 августа стало известно, что «Бавария» и «Тоттенхэм» согласовали принципиальную сделку по Кейну на сумму более 100 млн евро (86,4 млн фунтов стерлингов). Его уход был подтверждён главным тренером Анге Постекоглу на пресс-конференции. В тот же день стало известно, что нападающий должен пройти медицинское обследование в «Баварии» после того, как «Тоттенхэм» дал ему разрешение на поездку в Германию. 12 августа Кейн опубликовал прощальное видео в Instagram, поблагодарив сотрудников и болельщиков «Тоттенхэма» за время, проведённое в клубе. Вскоре после этого «Хотспур» опубликовал официальное заявление, поблагодарив Кейна за работу. Председатель совета директоров «Тоттенхэма» Даниель Леви также отметил, что Кейн хотел получить новый вызов и решил не подписывать новый контракт с клубом.

### «Бавария»
10 августа 2023 года после того как «Бавария» и «Тоттенхэм» договорились о сделке, Кейн согласовал личные условия и на следующий день прилетел в Мюнхен. 12 августа 2023 года, через две недели после своего 30-летия, перешёл в «Баварию», подписав с немецким клубом контракт до июня 2027 года. Кейн стал самым дорогим подписанием в истории Бундеслиги: его стоимость составила 100 млн евро плюс 10 млн евро бонусов в качестве трансферной платы, превысив сумму в 80 млн евро, которую «Бавария» заплатила за Лукаса Эрнандеса в 2019 году.

#### Сезон без трофеев и рекорды по забитым мячам (2023—2024)
Кейн дебютировал за «Баварию» в тот же день, когда перешёл в клуб, выйдя на замену на 64-й минуте матча с «РБ Лейпциг» (0:3) в рамках Суперкубка Германии 2023 года. 18 августа 2023 года в первом туре Бундеслиги забил первый мяч за «Баварию», а также сделал голевую передачу в игре против «Вердера» (4:0). 27 августа в домашнем матче с «Аугсбургом» (3:1) Кейн оформил свой первый дубль в составе немецкого клуба. 15 сентября забил свой 300-й гол в карьере, когда домашний матч «Баварии» с леверкузенским «Байером» завершился вничью 2:2. 20 сентября впервые сыграл за «Баварию» в матче Лиги чемпионов: в Мюнхене немецкий клуб обыграл «Манчестер Юнайтед» со счётом 4:3, Кейн забил один мяч с пенальти и сделал голевую передачу. 23 сентября в матче пятого тура Бундеслиги оформил свой первый хет-трик за «Баварию», а также сделал две передачи в домашней игре против «Бохума» (7:0), доведя свое количество голов в чемпионате до семи и установив новый клубный рекорд по количеству голов игрока за первые пять выступлений в Бундеслиге. Это был первый хет-трик Кейна в национальных чемпионатах с декабря 2017 года. 24 октября забил мяч и сделал голевую передачу в игре Лиги чемпионов против «Галатасарая» на выезде (3:1). 28 октября оформил хет-трик и сделал ассист в матче Бундеслиги против «Дармштадта» (8:0, все мячи были забиты во втором тайме). Свой второй мяч Кейн забил ударом с центра поля, перебросив далеко вышедшего вратаря соперников.
4 ноября он оформил свой третий в сезоне хет-трик в дебютном матче в Дер-Класикер, который завершился выездной победой над дортмундской «Боруссией» со счётом 4:0. С 15 голами и 5 голевыми передачами в 10 матчах он побил три рекорда Бундеслиги и сравнялся с рекордом Герда Мюллера, установленным в сезоне Бундеслиги 1968/69. Через четыре дня он оформил дубль в победном матче с «Галатасараем» (2:1), который обеспечил его клубу выход в плей-офф Лиги чемпионов с первого места в своей группе. С дублем в ворота «Хайденхайма» он стал первым игроком, забившим 17 голов после 11 игр сезона Бундеслиги. 25 ноября забив свой 18-й гол в чемпионате в победе над «Кёльном» (1:0), он стал самым забивным англичанином за один сезон в истории Бундеслиги, опередив Кевина Кигана и Джейдона Санчо. 12 декабря, отдав голевой пас на Кингсли Комана в матче 6-го тура группового этапа Лиги чемпионов с «Манчестер Юнайтед» (1:0), Кейн стал первым игроком, оформившим 30 результативных действий в сезоне 2023/24. 17 декабря, оформив дубль в матче 15-го тура чемпионата Германии в ворота «Штутгарта» (3:0), Кейн стал единственным футболистом, забившим 51 мяч в 2023 году.
12 января 2024 года забил мяч в ворота «Хоффенхайма» (3:0) и сравнялся с рекордом Роберта Левандовского по количеству забитых мячей в первой половине сезона, отличившись 22 раза. 3 февраля забил победный гол в победе над мёнхегладбахской «Боруссией» со счётом 3:1, и сравнялся Лукой Тони по количеству забитых мячей (24) в дебютном сезоне за «Баварию» в сезоне Бундеслиги 2007/08, а 18 февраля побил это рекорд, отличившись в ворота «Бохума» на выезде, но матч закончился поражением 2:3. Это стало уже третьим поражением мюнхенцев подряд, до этого было поражение «Байеру» в чемпионате со счётом 0:3, и в первом матче 1/8 финала Лиги чемпионов против «Лацио» на выезде (0:1). 5 марта в ответном матче на «Альянц Арене» сделал дубль и помог команде победить со счётом 3:0. 9 марта сделал хет-трик в домашнем матче против «Майнца», игра закончилось разгромной победой мюнхенцев со счётом 8:1. Третий мяч стал для Кейна 30-м в 25 матчах чемпионата Германии. Он стал первым игроком в истории Бундеслиги, кто сделал 4 хет-трика в дебютном сезоне. 16 марта 2024 года забил гол в ворота клуба «Дармштадт 98» (5:2), забив свой 31-гол в Бундеслиге и побив рекорд Уве Зеллера по количеству забитых мячей в дебютном сезоне чемпионата Германии. 3 мая вошёл в команду сезона Бундеслиги. Его 36 мячей в дебютном сезоне позволили Кейну выиграть Золотую бутсу, он стал вторым англичанином, выигравшим эту награду, после Кевина Филлипса.

#### Звание лучшего английского бомбардира в истории Лиги чемпионов и первый трофей (2024—2025)
16 августа 2024 года Кейн забил первый мяч в новом сезоне, забив в выездном матче Кубка Германии против «Ульма» (4:0). 1 сентября забил свой первый мяч в сезоне в Бундеслиге в матче против «Фрайбурга» (2:0), открыв счёт на 38-й минуте с пенальти и принеся команде победу. 14 сентября сделал хет-трик в гостевой победе над «Хольштайном» со счётом 6:1, тем самым забив каждой команде Бундеслиги против которых играл. Три дня спустя сделал покер в матче Лиги чемпионов против загребского «Динамо», в котором «Бавария» выиграла 9:2 и установила новый рекорд по количеству забитых мячей в одном матче главного еврокубка. Забив свой 33-й мяч в Лиге чемпионов, Кейн стал лучшим английским голеадором в истории этого еврокубка, обогнав по этому показателю Уэйна Руни. 21 сентября забил мяч в гостевом матче против «Вердера» (5:0), и стал лучшим английским бомбардиром в истории Бундеслиги, побив рекорд Джейдона Санчо. 4 мая 2025 года вместе с мюнхенской «Баварией» стал чемпионом Германии, выиграв свой первый трофей в карьере.

## Карьера в сборной

### Молодёжные сборные

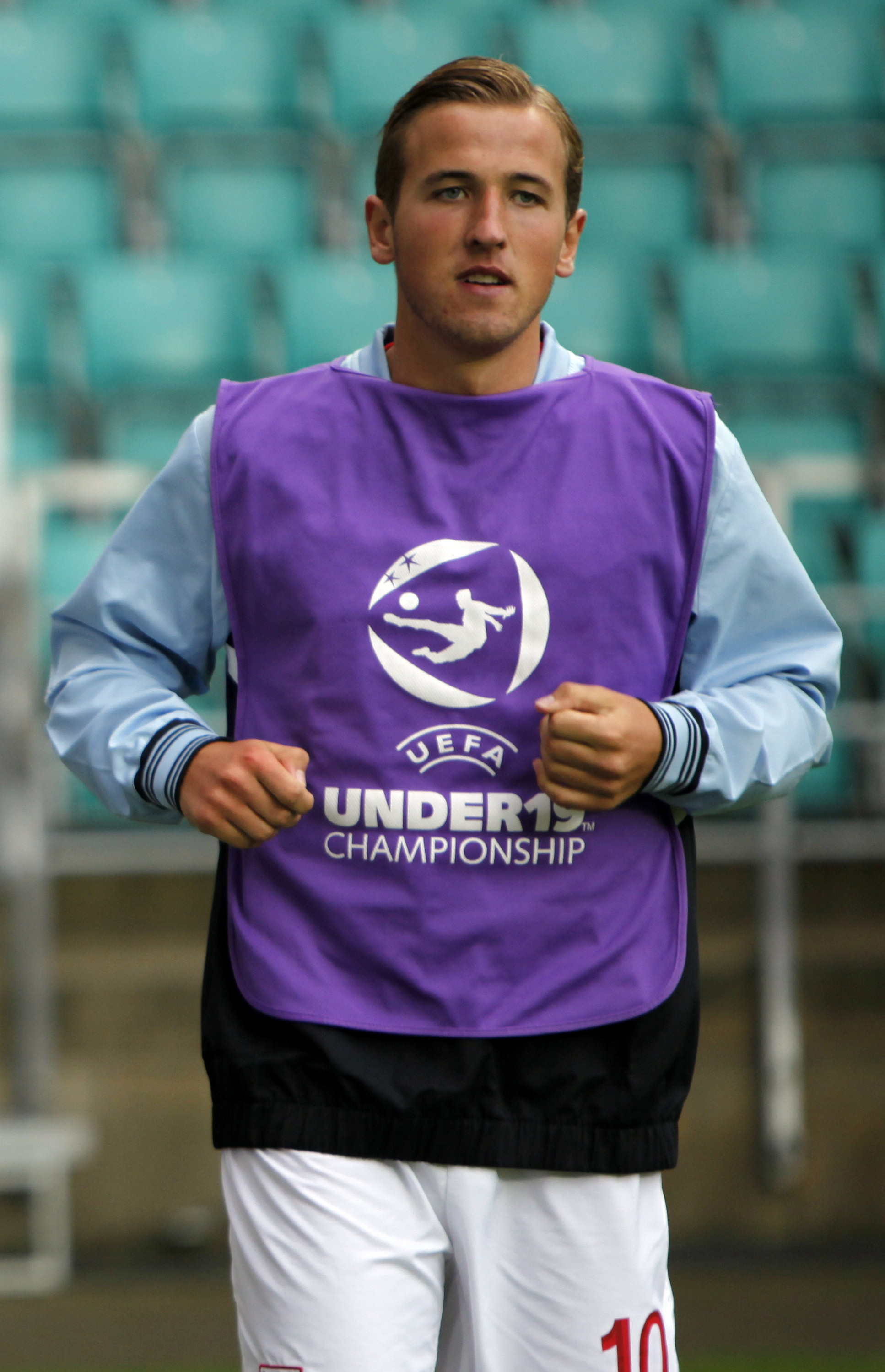
Кейн разминается в составе сборной Англии на юношеском чемпионате Европы 2012 года

В январе 2010 года Гарри Кейн был вызван в сборную Англии до 17 лет на юношеский турнир в Португалии. Кейн пропустил чемпионат Европы 2010 года до 17 лет по болезни, а сборная Англии выиграла турнир. В общей сложности он забил три гола в шести матчах на уровне до 17 лет. Позже он перешёл в сборную Англии до 19 лет и дважды забил в игре против сверстников из сборной Албании. Кейн сыграл важную роль в выходе сборной Англии в полуфинал чемпионата Европы до 19 лет 2012 года в Эстонии. В заключительном матче группового этапа забил победный мяч в ворота сборной Франции, обеспечив команде уверенный выход в полуфинал. Всего за сборную Англии до 19 лет Кейн сыграл 14 матчей и забил за это время 6 голов.
28 мая 2013 года он был включён в состав главного тренера Питера Тейлора на чемпионат мира среди юношей до 20 лет. Дебют состоялся 16 июня в матче с Уругваем (3:0). 23 июня 2013 года он отдал голевой пас Люку Уильямсу в матче первого группового этапа против сборной Ирака. Затем он забил в следующем матче против Чили, получив пас после прохода Росса Баркли и пробив с края штрафной площади. 13 августа 2013 года Кейн дебютировал за сборную до 21 года в матче против сборной Шотландии. В том матче он вышел на замену на 58-й минуте, а Англия выиграла 6:0. 10 октября он оформил хет-трик за сборную до 21 года в матче против сборной Сан-Марино в рамках квалификации молодёжного чемпионата Европы 2015 года.
Кейн был включён в состав сборной Англии до 21 года на молодёжный чемпионат Европы 2015 года в Чехии, несмотря на возражения главного тренера клуба Маурисио Почеттино. Он отыграл все минуты на турнире, который завершился выбыванием сборной Англии на последнем месте в своей группе.

### Основная сборная

#### Дебют и первые крупные турниры (2015—2018)
Гарри Кейн также мог выступать за сборную Ирландии через своего отца, родившегося в Голуэе, но в августе 2014 года он отказался от смены подданства, заявив, что хочет пробиться в национальную сборную Англии.
После того как Кейн набрал хорошую форму в составе «Тоттенхэма» и стал третьим лучшим бомбардиром Премьер-лиги с 16 голами, 19 марта 2015 года главный тренер Рой Ходжсон включил его в состав сборной Англии для участия в отборочном матче Евро-2016 против сборной Литвы и в товарищеском матче против сборной Италии. Он дебютировал на стадионе «Уэмбли», заменив Уэйна Руни во втором тайме матча с Литвой, и забил всего через 80 секунд ударом головой с передачи Рахима Стерлинга. 30 марта 2015 года за день до матча с Италией, Ходжсон объявил, что Кейн выйдет в основе вместе с Руни, и он отыграл все 90 минут матча на стадионе «Ювентус», завершившегося вничью 1:1.
В следующем матче, состоявшемся 5 сентября 2015 года, Кейн забил пятый из шести голов сборной Англии в победе над сборной Сан-Марино, которая обеспечила им участие в Евро-2016. Через три дня Кейн забил свой третий гол в ворота сборной Швейцарии в другом отборочном матче, который они выиграли со счётом 2:0. 12 октября 2015 года, когда сборная Англии завершила свою квалификационную кампанию 10-й победой из 10 матчей, удар Кейна попал в ворота вратаря Гедрюса Арлаускиса в гостевом матче со сборной Литвы.
22 мая 2016 года Кейн открыл счёт в товарищеском матче с Турцией (2:1) на стадионе «Сити оф Манчестер», но затем не реализовал пенальти. Он стал первым игроком сборной Англии, которому не удалось забить с пенальти в матче со времён Фрэнка Лэмпарда в 2010 году, и первым, кто промахнулся мимо цели со времён Питера Крауча в 2006 году. На чемпионате Европы во Франции в июне этого года Кейну было поручено исполнять угловые удары — эта тактика была подвергнута критике со стороны экспертов, но защищалась Ходжсоном, который заявил, что Гарри лучше всего подходит для этой роли.
10 июня 2017 года Кейн впервые стал капитаном сборной Англии в отборочном матче ЧМ-2018 с Шотландией на «Хэмпден Парк», забив гол в добавленное время, чтобы спасти ничью 2:2. 5 октября он забил победный мяч в добавленное время матча со Словенией, который подтвердил квалификацию сборной Англии на ЧМ-2018.

#### Капитанская повязка и «Золотая бутса» чемпионата мира (2018—2019)

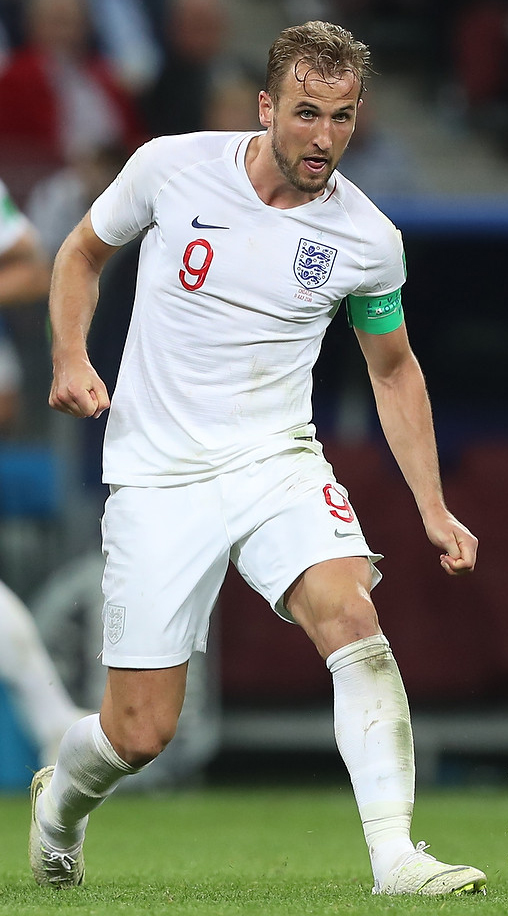
Кейн на чемпионате мира 2018 года в России

Кейн был включён в состав сборной Англии на ЧМ-2018 в количестве 23 человек и стал капитаном. 18 июня Кейн забил оба мяча сборной Англии в матче с Тунисом (2:1), причём победный гол был забит в компенсированное время, в первом групповом матче чемпионата мира. 24 июня в следующем групповом матче Кейн оформил хет-трик в победе сборной Англии над Панамой со счётом 6:1, что стало самой крупной победой сборной Англии на чемпионатах мира. Забив три гола в ворота Панамы, Кейн стал третьим игроком сборной Англии, которому удалось оформить хет-трик в матче чемпионата мира, после Джеффа Херста в финале 1966 года против Западной Германии и Гари Линекера против сборной Польши в 1986 году.
Кейн забил свой шестой гол на турнире, когда сборная Англии одолела Колумбию в 1/8 финала. Забив пенальти в матче, который закончился со счётом 1:1 после 120 минут игры, Гарри забил и в серии пенальти, когда Англия одержала победу со счётом 4:3; это был первый случай, когда английской сборной удалось выиграть серию пенальти на чемпионате мира. До конца турнира Кейн больше не забивал, так как Англия заняла четвёртое место, проиграв сборной Бельгии (0:2) в плей-офф за третье место. Тем не менее, шесть голов Кейна на турнире принесли ему «Золотую бутсу» как лучшему бомбардиру чемпионата мира. Он стал первым игроком сборной Англии, получившим эту награду с тех пор, как Гари Линекер стал первым на турнире 1986 года.
В сентябрьский международный перерыв была введена Лига наций УЕФА. Первый матч сборная Англии провела 8 сентября 2018 года против сборной Испании, капитаном которой Кейн был на протяжении всех 90 минут. 15 октября Англия во второй раз в группе сыграла с Испанией, и на этот раз победила со счётом 3:2, причём Кейн отметился двумя из трёх голов. 14 ноября перед товарищеским матчем против сборной США Кейн вручил Уэйну Руни «Золотую бутсу» сборной Англии в знак признания того, что Руни забил 53 гола за сборную, и стал лучшим бомбардиром страны за всю историю. В интервью после матча, завершившегося победой сборной Англии со счётом 3:0, Руни сказал, что хотел, чтобы награду ему вручил Гарри Кейн, поскольку верит, что Кейн когда-нибудь побьёт его. Через три дня после матча с США Кейн стал капитаном сборной Англии в заключительном матче группового турнира Лиги наций против сборной Хорватии, который «три льва» выиграли со счётом 2:1. Кейн сначала ассистировал Джесси Лингарду, а затем забил победный гол, благодаря чему сборная Англии заняла первое место в группе и вышла в финальную стадию турнира, которая состоится в июне 2019 года.

#### Упущенные финалы Евро 2020 и 2024, звание лучшего бомбардира сборной (с 2020 года)
В отборочном раунде Евро-2020 Кейн стал капитаном в 1000-м матче сборной Англии и оформил хет-трик в игре с Черногорией. Таким образом, его бомбардирский счёт достиг 31, что позволило ему занять 6-е место в списке лучших бомбардиров Англии за всю историю, а также стать самым результативным капитаном сборной Англии. Победа со счётом 7:0 также обеспечила Англии квалификацию на Евро-2020. Кейн был в отличной форме на протяжении всего отборочного цикла, став первым англичанином, забившим в каждой игре отборочного турнира, и записав на свой счёт 12 голов — рекордный показатель для игрока сборной Англии за один год.
В матче 1/8 финала, состоявшемся 29 июня 2021 года, Кейн забил второй гол в ворота сборной Германии. Это был его первый гол на турнире. Матч завершился победой сборной Англии со счётом 2:0. 3 июля он забил ещё два гола в четвертьфинальном матче против сборной Украины. В полуфинале против сборной Дании (2:1) Кейн забил победный гол, обеспечив Англии место в финале Евро-2020, первом финале крупного турнира с 1966 года, который она затем проиграла сборной Италии по пенальти после ничьей 1:1 в основное время. В неудачной серии Кейн реализовал пенальти, но Англия в итоге проиграла 2:3.

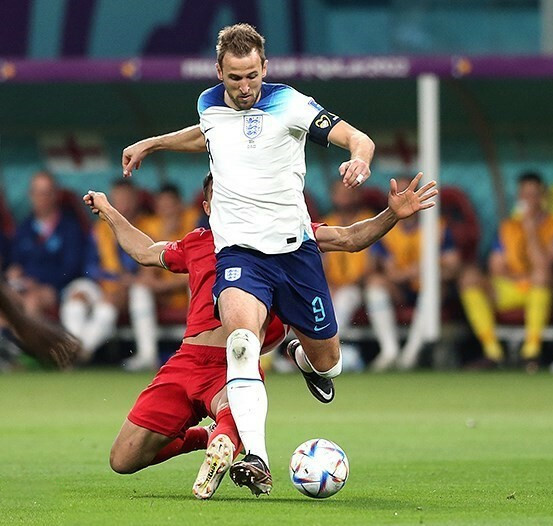
Кейн на чемпионате мира 2022 года в матче против сборной Ирана

В двух последних матчах отборочного турнира ЧМ-2022 против сборных Албании и Сан-Марино Кейн дважды забивал хет-трики в первом тайме (в том числе «идеальный» хет-трик в первом матче и четыре гола во втором), что помогло сборной Англии обеспечить квалификацию на ЧМ-2022. В июне 2022 года на этапе Лиги наций 2022/23 Кейн забил свой 50-й гол в матче против сборной Германии, став вторым игроком, забившим 50 голов за сборную Англии, и всего на три гола отстав от Уэйна Руни в списке лучших бомбардиров сборной в истории. На чемпионате мира 2022 года Кейн забил дважды, что позволило ему сравняться с рекордом Руни по количеству забитых мячей. Сборная Англии вышла в четвертьфинал, но была выбита Францией после того, как он промахнулся с пенальти при счёте 1:2.
23 марта 2023 года он забил пенальти в отборочном матче Евро-2024, благодаря чему сборная Англии выиграла со счётом 2:1 у действующих чемпионов Европы Италии, что стало первой выездной победой Англии над Италией с 1961 года. Этот гол, ставший для него 54-м за сборную Англии, превзошёл рекорд Руни и сделал Кейна рекордсменом по количеству забитых мячей за всю историю Англии. Кейн добился этого результата, проведя на 39 матчей меньше, чем Руни, и забивая 0,7 гола за игру, что выше, чем у большинства последних лучших бомбардиров Англии. 17 октября он забил дубль (один гол с пенальти) в матче с Италией (3:1) в ответном матче отборочного турнира Евро-2024, что стало первой победой сборной Англии над итальянцами на стадионе «Уэмбли» с 1977 года. 14 июля 2024 года стал серебряным призёром Евро-2024 в Германии, проиграв финал турнира в основное время сборной Испании со счётом 1:2. 10 сентября 2024 года во встрече Лиги наций УЕФА против сборной Финляндии (2:0) Кейн провёл свою 100-ю игру за сборную Англии, в которой также отличился двумя забитыми мячами.

## Характеристика игрока

### Игровые навыки
Бывший тренер молодёжной команды «Тоттенхэма» Алекс Инглторп вспоминал:
В команде U-18 он оказался в возрасте 15 лет, он выделялся на фоне ребят — был долговязым, нескладным. Двигался странно, казался громоздким. Но если приглядеться, у парня были нешуточные способности, отличная техника. Думаю, людей удивляло то, насколько хорош он был на самом деле. Тактически он был очень гибким. Помню, однажды даже видел его на позиции опорника.
Будучи подростком, Кейн поначалу испытывал трудности в академии «Тоттенхэма», поскольку отчасти из-за того, что он родился в июле, он не был так физически развит, как другие игроки, и не был так быстр. Однако своей техникой и стремлением к самосовершенствованию он завоевал уважение тренеров.
В феврале 2013 года Talksport отметил, что Кейн лучше всего проявляет себя в роли второго нападающего, хотя может играть и на позиции центрального нападающего, и на фланге. Писали, что он предпочитает наносить удары, хотя мог забивать и с дистанции. В отчёте также отмечалось, что он обладает хорошим темпом, но слабо играет в воздухе и не забивал во время аренды в «Норвиче». Изначально Кейн был дублером испанского игрока Роберто Сольдадо, стоившего 26 млн фунтов стерлингов, и часто отдавался в аренду, но в конце концов главный тренер Маурисио Почеттино сделал его основным нападающим «Тоттенхэма». При Почеттино Кейн заявил, что его игра улучшилась благодаря жёстким методам тренировок, которые ввёл тренер. Он также стремится к достижению минимального прироста для максимального раскрытия своего потенциала путем корректировки различных аспектов тренировок и подготовки, а также питания.

### Стиль игры
Бывший главный тренер «Тоттенхэма» Дэвид Плит назвал Кейна «старомодным традиционным центральным нападающим». Клайв Аллен, тренировавший его в «Тоттенхэме», заявил, что «одно, что я могу сказать о нём, чего, к сожалению, не скажешь о многих молодых футболистах, это то, что он страстно любит игру. Он любит футбол, любит играть, любит забивать голы». Его бывший тренер «Тоттенхэма» до 21 года Лес Фердинанд сравнил движение Кейна с его бывшим нападающим Тедди Шерингемом, а силу и точность его ударов — с Аланом Ширером.
Высокий и физически крепкий нападающий, стиль игры Кейна сравнивали со стилем игры бывшего нападающего «Тоттенхэма» Юргена Клинсмана, что Гарри назвал лестным сравнением в феврале 2015 году. В марте 2015 года председатель Футбольной ассоциации Грег Дайк назвал Кейна эталоном для клубов, воспитывающих молодых английских игроков. В том же месяце Ширер заявил, что три лучших нападающих, играющих в лиге, — это Кейн, Диего Коста и Серхио Агуэро. Хотя в начале карьеры его критиковали за ограниченную игру на «втором этаже», а также за отсутствие значительного темпа, по мере развития карьеры он стал чаще играть головой.
После победы «Тоттенхэма» над «Челси» в январе 2015 года блогер Крис Миллер написал: «Никто не думал, что именно он выдаст такой спектакль против „Челси“». В феврале 2015 года BBC Sport написал, что Кейн лучше всего проявляет себя в роли одиночного нападающего, а его «игра на подстраховке и контроль» делают его полезным и на других позициях. В том же месяце комментатор Match of the Day Дэнни Мерфи заявил, что сборная Англии должна строиться вокруг Кейна: «Мне трудно найти слабые места в игре этого парня». Журналист ESPN Майкл Кокс заявил, что «Кейн изначально считался чистым бомбардиром, но на самом деле он хороший универсальный игрок, часто играющий в роли атакующего полузащитника», отметив, что во время ЧМ-2018 «Кейн внёс выдающийся вклад в игру на более глубоких позициях, а его работа за воротами была впечатляющей, как никогда». Действительно, несмотря на то, что Кейн известен в первую очередь как клинический финишер и забивной нападающий, он также известен своим видением, техникой, связующей игрой и пасом, что позволяет ему опускаться в глубину поля, подключать к игре своих партнёров и создавать моменты для других игроков; поэтому он также способен играть в более креативной роли «ложной девятки» или даже «десятки». В 2022 году Сэм Макгуайр из Opta Sports назвал его «самым креативным номером 9 в мире». Кроме того, он известен своей работоспособностью в обороне и точным исполнением пенальти.
Начиная с 2020 года Кейн стал подвергаться критике в связи с тем, что, по всей видимости, он стал подставлять спину защитникам, прыгающим в штрафную, в результате чего игроки падают спиной на поле, что чревато серьёзными травмами. После того как Кейн так поступил с игроком «Брайтон энд Хоув Альбион» Адамом Лалланой и заработал пенальти, он подвергся критике со стороны бывшего игрока «Арсенала» Мартина Киоуна, который сказал: «Он смотрит на соперника, знает, что тот собирается делать, и делает ему подножку. Я думаю, что это опасная игра со стороны Гарри Кейна, он знает, что делает, и я даже не думаю, что это пенальти». Однако эту тактику защищал защитник «Кристал Пэлас» Гари Кэхилл, который сказал: «Я думаю, что это просто часть футбола. Я думаю, что один из элементов этого — быть умным и опытным и знать, когда ты можешь спровоцировать фол».

## Статистика выступлений

### Клубная статистика
| Клуб                   | Сезон            | Лига | Лига | Кубок | Кубок | Кубок лиги | Кубок лиги | Еврокубки | Еврокубки | Прочие | Прочие | Итого | Итого |
| Клуб                   | Сезон            | Игры | Голы | Игры  | Голы  | Игры       | Голы       | Игры      | Голы      | Игры   | Голы   | Игры  | Голы  |
| ---------------------- | ---------------- | ---- | ---- | ----- | ----- | ---------- | ---------- | --------- | --------- | ------ | ------ | ----- | ----- |
| Тоттенхэм Хотспур      | 2011/12          | 0    | 0    | 0     | 0     | 0          | 0          | 6         | 1         | —      | —      | 6     | 1     |
| Тоттенхэм Хотспур      | 2012/13          | 1    | 0    | 0     | 0     | 0          | 0          | 0         | 0         | —      | —      | 1     | 0     |
| Тоттенхэм Хотспур      | 2013/14          | 10   | 3    | 0     | 0     | 2          | 1          | 0         | 7         | —      | —      | 19    | 4     |
| Тоттенхэм Хотспур      | 2014/15          | 34   | 21   | 2     | 0     | 6          | 3          | 9         | 7         | —      | —      | 51    | 31    |
| Тоттенхэм Хотспур      | 2015/16          | 38   | 25   | 4     | 1     | 1          | 0          | 7         | 2         | —      | —      | 50    | 28    |
| Тоттенхэм Хотспур      | 2016/17          | 30   | 29   | 3     | 4     | 0          | 0          | 5         | 2         | —      | —      | 38    | 35    |
| Тоттенхэм Хотспур      | 2017/18          | 37   | 30   | 4     | 4     | 0          | 0          | 7         | 7         | —      | —      | 48    | 41    |
| Тоттенхэм Хотспур      | 2018/19          | 28   | 17   | 1     | 1     | 2          | 1          | 9         | 5         | —      | —      | 40    | 24    |
| Тоттенхэм Хотспур      | 2019/20          | 29   | 18   | 0     | 0     | 0          | 0          | 5         | 6         | —      | —      | 34    | 24    |
| Тоттенхэм Хотспур      | 2020/21          | 35   | 23   | 2     | 1     | 4          | 1          | 8         | 8         | —      | —      | 49    | 33    |
| Тоттенхэм Хотспур      | 2021/22          | 37   | 17   | 3     | 3     | 5          | 1          | 5         | 6         | —      | —      | 50    | 27    |
| Тоттенхэм Хотспур      | 2022/23          | 38   | 30   | 2     | 1     | 1          | 0          | 8         | 1         | —      | —      | 49    | 32    |
| Тоттенхэм Хотспур      | Итого            | 317  | 213  | 21    | 15    | 21         | 7          | 76        | 45        | 0      | 0      | 435   | 280   |
| Лейтон Ориент (аренда) | 2010/11          | 18   | 5    | 0     | 0     | 0          | 0          | —         | —         | —      | —      | 18    | 5     |
| Лейтон Ориент (аренда) | Итого            | 18   | 5    | 0     | 0     | 0          | 0          | 0         | 0         | 0      | 0      | 18    | 5     |
| Миллуолл (аренда)      | 2011/12          | 22   | 7    | 5     | 2     | 0          | 0          | —         | —         | —      | —      | 27    | 9     |
| Миллуолл (аренда)      | Итого            | 22   | 7    | 5     | 2     | 0          | 0          | 0         | 0         | 0      | 0      | 27    | 9     |
| Норвич Сити (аренда)   | 2012/13          | 3    | 0    | 1     | 0     | 1          | 0          | —         | —         | —      | —      | 5     | 0     |
| Норвич Сити (аренда)   | Итого            | 3    | 0    | 1     | 0     | 1          | 0          | 0         | 0         | 0      | 0      | 5     | 0     |
| Лестер Сити (аренда)   | 2012/13          | 13   | 2    | —     | —     | —          | —          | —         | —         | 2      | 0      | 15    | 2     |
| Лестер Сити (аренда)   | Итого            | 13   | 2    | 0     | 0     | 0          | 0          | 0         | 0         | 2      | 0      | 15    | 2     |
| Бавария                | 2023/24          | 32   | 36   | 0     | 0     | —          | —          | 12        | 8         | 1      | 0      | 45    | 44    |
| Бавария                | 2024/25          | 31   | 26   | 2     | 1     | —          | —          | 13        | 11        | 4      | 3      | 50    | 41    |
| Бавария                | Итого            | 63   | 62   | 2     | 1     | 0          | 0          | 25        | 19        | 5      | 3      | 95    | 85    |
| Всего за карьеру       | Всего за карьеру | 436  | 289  | 29    | 18    | 22         | 7          | 101       | 64        | 7      | 3      | 595   | 381   |

### Статистика в сборной
| Сборная          | Год              | Товарищеские матчи | Товарищеские матчи | Лига наций УЕФА | Лига наций УЕФА | Отборочные матчи ЧЕ | Отборочные матчи ЧЕ | Отборочные матчи ЧМ | Отборочные матчи ЧМ | Финальные матчи ЧЕ | Финальные матчи ЧЕ | Финальные матчи ЧМ | Финальные матчи ЧМ | Итого | Итого |
| Сборная          | Год              | Игры               | Голы               | Игры            | Голы            | Игры                | Голы                | Игры                | Голы                | Игры               | Голы               | Игры               | Голы               | Игры  | Голы  |
| ---------------- | ---------------- | ------------------ | ------------------ | --------------- | --------------- | ------------------- | ------------------- | ------------------- | ------------------- | ------------------ | ------------------ | ------------------ | ------------------ | ----- | ----- |
| Англия           | 2015             | 3                  | 0                  | —               | —               | 5                   | 3                   | —                   | —                   | —                  | —                  | —                  | —                  | 8     | 3     |
| Англия           | 2016             | 4                  | 2                  | —               | —               | —                   | —                   | 1                   | 0                   | 4                  | 0                  | —                  | —                  | 9     | 2     |
| Англия           | 2017             | 1                  | 2                  | —               | —               | —                   | —                   | 5                   | 5                   | —                  | —                  | —                  | —                  | 6     | 7     |
| Англия           | 2018             | 2                  | 1                  | 4               | 1               | —                   | —                   | —                   | —                   | —                  | —                  | 6                  | 6                  | 12    | 8     |
| Англия           | 2019             | —                  | —                  | 2               | 0               | 8                   | 12                  | —                   | —                   | —                  | —                  | —                  | —                  | 10    | 12    |
| Англия           | 2020             | —                  | —                  | 6               | 0               | —                   | —                   | —                   | —                   | —                  | —                  | —                  | —                  | 6     | 0     |
| Англия           | 2021             | 1                  | 0                  | —               | —               | —                   | —                   | 8                   | 12                  | 7                  | 4                  | —                  | —                  | 16    | 16    |
| Англия           | 2022             | 2                  | 1                  | 6               | 2               | —                   | —                   | —                   | —                   | —                  | —                  | 5                  | 2                  | 13    | 5     |
| Англия           | 2023             | 1                  | 1                  | —               | —               | 8                   | 8                   | —                   | —                   | —                  | —                  | —                  | —                  | 9     | 9     |
| Англия           | 2024             | 2                  | 1                  | 2               | 2               | —                   | —                   | —                   | —                   | 7                  | 3                  | —                  | —                  | 11    | 6     |
| Всего за карьеру | Всего за карьеру | 16                 | 8                  | 20              | 5               | 21                  | 23                  | 14                  | 17                  | 18                 | 7                  | 11                 | 8                  | 100   | 68    |

### Матчи за сборную
| Матчи и голы Кейна за сборную Англии | Матчи и голы Кейна за сборную Англии | Матчи и голы Кейна за сборную Англии | Матчи и голы Кейна за сборную Англии | Матчи и голы Кейна за сборную Англии | Матчи и голы Кейна за сборную Англии | Матчи и голы Кейна за сборную Англии      |
| №                                    | Дата                                 | Соперник                             | Стадион                              | Счёт                                 | Голы                                 | Соревнование                              |
| ------------------------------------ | ------------------------------------ | ------------------------------------ | ------------------------------------ | ------------------------------------ | ------------------------------------ | ----------------------------------------- |
| 1                                    | 27 марта 2015                        | Литва                                | Уэмбли                               | 4:0                                  | 1                                    | Отборочные матчи ЧЕ-2016                  |
| 2                                    | 31 марта 2015                        | Италия                               | Ювентус                              | 1:1                                  | —                                    | Товарищеский матч                         |
| 3                                    | 5 сентября 2015                      | Сан-Марино                           | Олимпийский стадион                  | 6:0                                  | 1                                    | Отборочные матчи ЧЕ-2016                  |
| 4                                    | 8 сентября 2015                      | Швейцария                            | Уэмбли                               | 2:0                                  | 1                                    | Отборочные матчи ЧЕ-2016                  |
| 5                                    | 9 октября 2015                       | Эстония                              | Уэмбли                               | 2:0                                  | —                                    | Отборочные матчи ЧЕ-2016                  |
| 6                                    | 12 октября 2015                      | Литва                                | ЛФФ                                  | 3:0                                  | —                                    | Отборочные матчи ЧЕ-2016                  |
| 7                                    | 13 ноября 2015                       | Испания                              | Хосе Рико Перес                      | 0:2                                  | —                                    | Товарищеский матч                         |
| 8                                    | 17 ноября 2015                       | Франция                              | Уэмбли                               | 2:0                                  | —                                    | Товарищеский матч                         |
| 9                                    | 26 марта 2016                        | Германия                             | Олимпиаштадион                       | 3:2                                  | 1                                    | Товарищеский матч                         |
| 10                                   | 29 марта 2016                        | Нидерланды                           | Уэмбли                               | 1:2                                  | —                                    | Товарищеский матч                         |
| 11                                   | 22 мая 2016                          | Турция                               | Уэмбли                               | 2:1                                  | 1                                    | Товарищеский матч                         |
| 12                                   | 2 июня 2016                          | Португалия                           | Уэмбли                               | 1:0                                  | —                                    | Товарищеский матч                         |
| 13                                   | 11 июня 2016                         | Россия                               | Велодром                             | 1:1                                  | —                                    | ЧЕ-2016. Групповой этап                   |
| 14                                   | 16 июня 2016                         | Уэльс                                | Боллар-Делелис                       | 2:1                                  | —                                    | ЧЕ-2016. Групповой этап                   |
| 15                                   | 20 июня 2016                         | Словакия                             | Жоффруа Гишар                        | 0:0                                  | —                                    | ЧЕ-2016. Групповой этап                   |
| 16                                   | 27 июня 2016                         | Исландия                             | Альянц Ривьера                       | 1:2                                  | —                                    | ЧЕ-2016. 1/8 финала                       |
| 17                                   | 4 сентября 2016                      | Словакия                             | Стадион Антона Малатинского          | 1:0                                  | —                                    | Отборочные матчи ЧМ-2018                  |
| 18                                   | 10 июня 2017                         | Шотландия                            | Хэмпден Парк                         | 2:2                                  | 1                                    | Отборочные матчи ЧМ-2018                  |
| 19                                   | 13 июня 2017                         | Франция                              | Стад де Франс                        | 2:3                                  | 2                                    | Товарищеский матч                         |
| 20                                   | 1 сентября 2017                      | Мальта                               | Национальный                         | 4:0                                  | 2                                    | Товарищеский матч                         |
| 21                                   | 4 сентября 2017                      | Словакия                             | Уэмбли                               | 2:1                                  | —                                    | Отборочные матчи ЧМ-2018                  |
| 22                                   | 5 октября 2017                       | Словения                             | Уэмбли                               | 1:0                                  | 1                                    | Отборочные матчи ЧМ-2018                  |
| 23                                   | 8 октября 2017                       | Литва                                | ЛФФ                                  | 1:0                                  | 1                                    | Отборочные матчи ЧМ-2018                  |
| 24                                   | 2 июня 2018                          | Нигерия                              | Уэмбли                               | 2:1                                  | 1                                    | Товарищеский матч                         |
| 25                                   | 18 июня 2018                         | Тунис                                | Волгоград Арена                      | 2:1                                  | 2                                    | Финальные матчи ЧМ-2018                   |
| 26                                   | 24 июня 2018                         | Панама                               | Нижний Новгород                      | 6:1                                  | 3                                    | Финальные матчи ЧМ-2018                   |
| 27                                   | 3 июля 2018                          | Колумбия                             | Спартак                              | 1:1 (4:3 пен.)                       | 1                                    | Финальные матчи ЧМ-2018                   |
| 28                                   | 7 июля 2018                          | Швеция                               | Самара Арена                         | 2:0                                  | —                                    | Финальные матчи ЧМ-2018                   |
| 29                                   | 11 июля 2018                         | Хорватия                             | Лужники                              | 1:2                                  | —                                    | Финальные матчи ЧМ-2018                   |
| 30                                   | 14 июля 2018                         | Бельгия                              | Санкт-Петербург                      | 0:2                                  | —                                    | Финальные матчи ЧМ-2018                   |
| 31                                   | 8 сентября 2018                      | Испания                              | Уэмбли                               | 1:2                                  | —                                    | Лига наций УЕФА 2018/2019                 |
| 32                                   | 11 сентября 2018                     | Швейцария                            | Уэмбли                               | 1:0                                  | —                                    | Товарищеский матч                         |
| 33                                   | 12 октября 2018                      | Хорватия                             | Руевица                              | 0:0                                  | —                                    | Лига наций УЕФА 2018/2019                 |
| 34                                   | 15 ноября 2018                       | Испания                              | Бенито Вильямарин                    | 3:2                                  | —                                    | Лига наций УЕФА 2018/2019                 |
| 35                                   | 18 ноября 2018                       | Хорватия                             | Уэмбли                               | 2:1                                  | 1                                    | Лига наций УЕФА 2018/2019                 |
| 36                                   | 22 марта 2019                        | Чехия                                | Уэмбли                               | 5:0                                  | 1                                    | Отборочные матчи ЧЕ-2020                  |
| 37                                   | 25 марта 2019                        | Черногория                           | Градски                              | 5:1                                  | 1                                    | Отборочные матчи ЧЕ-2020                  |
| 38                                   | 6 июня 2019                          | Нидерланды                           | Афонсу Энрикиш                       | 1:3                                  | —                                    | Лига наций УЕФА 2018/2019                 |
| 39                                   | 9 июня 2019                          | Швейцария                            | Афонсу Энрикиш                       | 0:0 (6:5 пен.)                       | —                                    | Лига наций УЕФА 2018/2019                 |
| 40                                   | 7 сентября 2019                      | Болгария                             | Уэмбли                               | 4:0                                  | 3                                    | Отборочные матчи ЧЕ-2020                  |
| 41                                   | 10 сентября 2019                     | Республика Косово                    | Сент-Мэрис                           | 5:3                                  | 1                                    | Отборочные матчи ЧЕ-2020                  |
| 42                                   | 11 октября 2019                      | Чехия                                | Эден Арена                           | 1:2                                  | 1                                    | Отборочные матчи ЧЕ-2020                  |
| 43                                   | 14 октября 2019                      | Болгария                             | Васил Левски                         | 6:0                                  | 1                                    | Отборочные матчи ЧЕ-2020                  |
| 44                                   | 14 ноября 2019                       | Черногория                           | Уэмбли                               | 7:0                                  | 3                                    | Отборочные матчи ЧЕ-2020                  |
| 45                                   | 17 ноября 2019                       | Республика Косово                    | Фадиль Воккри                        | 4:0                                  | 1                                    | Отборочные матчи ЧЕ-2020                  |
| 46                                   | 5 сентября 2020                      | Исландия                             | Лёйгартальсвётлюр                    | 1:0                                  | —                                    | Лига наций УЕФА 2020/2021                 |
| 47                                   | 8 сентября 2020                      | Дания                                | Паркен                               | 0:0                                  | —                                    | Лига наций УЕФА 2020/2021                 |
| 48                                   | 11 октября 2020                      | Бельгия                              | Уэмбли                               | 2:1                                  | —                                    | Лига наций УЕФА 2020/2021                 |
| 49                                   | 14 октября 2020                      | Дания                                | Уэмбли                               | 0:1                                  | —                                    | Лига наций УЕФА 2020/2021                 |
| 50                                   | 15 ноября 2020                       | Бельгия                              | Ден Дреф                             | 0:2                                  | —                                    | Лига наций УЕФА 2020/2021                 |
| 51                                   | 18 ноября 2020                       | Исландия                             | Уэмбли                               | 4:0                                  | —                                    | Лига наций УЕФА 2020/2021                 |
| 52                                   | 28 марта 2021                        | Черногория                           | Арена Комбетаре                      | 2:0                                  | 1                                    | Отборочные матчи ЧМ-2022                  |
| 53                                   | 31 марта 2021                        | Польша                               | Уэмбли                               | 2:1                                  | 1                                    | Отборочные матчи ЧМ-2022                  |
| 54                                   | 2 июня 2021                          | Австрия                              | Риверсайд                            | 1:0                                  | —                                    | Товарищеский матч                         |
| 55                                   | 13 июня 2021                         | Хорватия                             | Уэмбли                               | 1:0                                  | —                                    | ЧЕ-2020. Групповой этап                   |
| 56                                   | 18 июня 2021                         | Шотландия                            | Уэмбли                               | 0:0                                  | —                                    | ЧЕ-2020. Групповой этап                   |
| 57                                   | 22 июня 2021                         | Чехия                                | Уэмбли                               | 1:0                                  | —                                    | ЧЕ-2020. Групповой этап                   |
| 58                                   | 29 июня 2021                         | Германия                             | Уэмбли                               | 2:0                                  | 1                                    | ЧЕ-2020. 1/8 финала                       |
| 59                                   | 3 июля 2021                          | Украина                              | Олимпийский стадион (Рим)            | 4:0                                  | 2                                    | ЧЕ-2020. 1/4 финала                       |
| 60                                   | 7 июля 2021                          | Дания                                | Уэмбли                               | 2:1                                  | 1                                    | ЧЕ-2020. 1/2 финала                       |
| 61                                   | 11 июля 2021                         | Италия                               | Уэмбли                               | 1:1 (2:3 пен.)                       | —                                    | ЧЕ-2020. Финал                            |
| 62                                   | 2 сентября 2021                      | Венгрия                              | Ференц Пушкаш                        | 4:0                                  | 1                                    | Отборочные матчи ЧМ-2022                  |
| 63                                   | 5 сентября 2021                      | Андорра                              | Уэмбли                               | 4:0                                  | 1                                    | Отборочные матчи ЧМ-2022                  |
| 64                                   | 8 сентября 2021                      | Польша                               | Национальный стадион (Варшава)       | 1:1                                  | 1                                    | Отборочные матчи ЧМ-2022                  |
| 65                                   | 12 октября 2021                      | Венгрия                              | Уэмбли                               | 1:1                                  | —                                    | Отборочные матчи ЧМ-2022                  |
| 66                                   | 12 ноября 2021                       | Албания                              | Уэмбли                               | 5:0                                  | 3                                    | Отборочные матчи ЧМ-2022                  |
| 67                                   | 15 ноября 2021                       | Сан-Марино                           | Олимпийский стадион (Серравалле)     | 10:0                                 | 4                                    | Отборочные матчи ЧМ-2022                  |
| 68                                   | 26 марта 2022                        | Швейцария                            | Уэмбли                               | 2:1                                  | 1                                    | Товарищеские матчи                        |
| 69                                   | 29 марта 2022                        | Кот-д’Ивуар                          | Уэмбли                               | 3:0                                  | —                                    | Товарищеские матчи                        |
| 70                                   | 4 июня 2022                          | Венгрия                              | Ференц Пушкаш                        | 0:1                                  | —                                    | Лига наций УЕФА 2022/2023. Групповой этап |
| 71                                   | 7 июня 2022                          | Германия                             | Альянц Арена                         | 1:1                                  | 1                                    | Лига наций УЕФА 2022/2023. Групповой этап |
| 72                                   | 11 июня 2022                         | Италия                               | Молинью                              | 0:0                                  | —                                    | Лига наций УЕФА 2022/2023. Групповой этап |
| 73                                   | 14 июня 2022                         | Венгрия                              | Молинью                              | 0:4                                  | —                                    | Лига наций УЕФА 2022/2023. Групповой этап |
| 74                                   | 23 сентября 2022                     | Италия                               | Джузеппе Меацца                      | 0:1                                  | —                                    | Лига наций УЕФА 2022/2023. Групповой этап |
| 75                                   | 26 сентября 2022                     | Германия                             | Уэмбли                               | 3:3                                  | 1                                    | Лига наций УЕФА 2022/2023. Групповой этап |
| 76                                   | 21 ноября 2022                       | Иран                                 | Халифа                               | 6:2                                  | —                                    | ЧМ-2022. Групповой этап                   |
| 77                                   | 25 ноября 2022                       | США                                  | Эль-Байт                             | 0:0                                  | —                                    | ЧМ-2022. Групповой этап                   |
| 78                                   | 29 ноября 2022                       | Уэльс                                | Ахмед бин Али                        | 3:0                                  | —                                    | ЧМ-2022. Групповой этап                   |
| 79                                   | 4 декабря 2022                       | Сенегал                              | Эль-Байт                             | 3:0                                  | 1                                    | ЧМ-2022. 1/8 финала                       |
| 80                                   | 10 декабря 2022                      | Франция                              | Эль-Байт                             | 1:2                                  | 1                                    | ЧМ-2022. 1/4 финала                       |
| 81                                   | 23 марта 2023                        | Италия                               | Сан-Паоло                            | 2:1                                  | 1                                    | Отборочные матчи ЧЕ-2024                  |
| 82                                   | 26 марта 2023                        | Украина                              | Уэмбли                               | 2:0                                  | 1                                    | Отборочные матчи ЧЕ-2024                  |
| 83                                   | 16 июня 2023                         | Мальта                               | Национальный стадион (Мальта)        | 4:0                                  | 1                                    | Отборочные матчи ЧЕ-2024                  |
| 84                                   | 19 июня 2023                         | Северная Македония                   | Олд Траффорд                         | 7:0                                  | 2                                    | Отборочные матчи ЧЕ-2024                  |
| 85                                   | 9 сентября 2023                      | Украина                              | Вроцлав                              | 1:1                                  | —                                    | Отборочные матчи ЧЕ-2024                  |
| 86                                   | 12 сентября 2023                     | Шотландия                            | Хэмпден Парк                         | 3:1                                  | 1                                    | Товарищеские матчи                        |
| 87                                   | 17 октября 2023                      | Италия                               | Уэмбли                               | 3:1                                  | 2                                    | Отборочные матчи ЧЕ-2024                  |
| 88                                   | 17 ноября 2023                       | Мальта                               | Уэмбли                               | 2:0                                  | 1                                    | Отборочные матчи ЧЕ-2024                  |
| 89                                   | 20 ноября 2023                       | Северная Македония                   | Национальная арена Тоше Проески      | 1:1                                  | —                                    | Отборочные матчи ЧЕ-2024                  |
| 90                                   | 3 июня 2024                          | Босния и Герцеговина                 | Сент-Джеймс Парк                     | 3:0                                  | 1                                    | Товарищеский матч                         |
| 91                                   | 7 июня 2024                          | Исландия                             | Уэмбли                               | 0:1                                  | —                                    | Товарищеский матч                         |
| 92                                   | 16 июня 2024                         | Сербия                               | Фельтинс-Арена                       | 1:0                                  | —                                    | ЧЕ-2024. Групповой этап                   |
| 93                                   | 20 июня 2024                         | Дания                                | Дойче банк Парк                      | 1:1                                  | 1                                    | ЧЕ-2024. Групповой этап                   |
| 94                                   | 25 июня 2024                         | Словения                             | Рейн Энерги                          | 0:0                                  | —                                    | ЧЕ-2024. Групповой этап                   |
| 95                                   | 30 июня 2024                         | Словакия                             | Фельтинс-Арена                       | 2:1 (доп. вр.)                       | 1                                    | ЧЕ-2024. 1/8 финала                       |
| 96                                   | 6 июля 2024                          | Швейцария                            | Меркур Шпиль-Арена                   | 1:1 (6:4 пен.)                       | —                                    | ЧЕ-2024. 1/4 финала                       |
| 97                                   | 10 июля 2024                         | Нидерланды                           | Сигнал Идуна Парк                    | 2:1                                  | 1                                    | ЧЕ-2024. 1/2 финала                       |
| 98                                   | 14 июля 2024                         | Испания                              | Олимпийский стадион (Берлин)         | 1:2                                  | —                                    | ЧЕ-2024. Финал                            |
| 99                                   | 7 сентября 2024                      | Ирландия                             | Авива                                | 2:0                                  | —                                    | Лига наций УЕФА 2024/2025. Групповой этап |
| 100                                  | 10 сентября 2024                     | Финляндия                            | Уэмбли                               | 2:0                                  | 2                                    | Лига наций УЕФА 2024/2025. Групповой этап |

Итого: 100 матчей / 68 голов; 65 побед, 17 ничьих, 18 поражений.

## Достижения

### Командные достижения
«Бавария»
- Чемпион Германии: 2024/25

Сборная Англии
- Серебряный призёр чемпионата Европы (2): 2020, 2024
- Бронзовый призëр Лиги наций УЕФА: 2018/19

### Личные достижения
- Лучший бомбардир в истории «Тоттенхэм Хотспур»: 280 голов[345]
- Молодой игрок сезона в клубе «Миллуолл»: 2011/12[346]
- Команда года по версии ПФА (6): 2014/15[347], 2015/16[348], 2016/17[349], 2017/18[350], 2020/21[351], 2022/23[352]
- Молодой игрок года по версии ПФА: 2014/15[353]
- Игрок года в «Тоттенхэм Хотспур» (3): 2014/15[354], 2020/21[354], 2022/23[355]
- Игрок месяца английской Премьер-лиги (7)[356]: январь 2015, февраль 2015, март 2016, февраль 2017, сентябрь 2017, декабрь 2017, март 2022
- Лучший бомбардир английской Премьер-лиги (3)[356]: 2015/16 (25 голов), 2016/17 (29 голов), 2020/21 (23 гола)
- Игрок года по версии болельщиков ПФА: 2016/17[357]
- Игрок года по версии Федерации футбольных болельщиков: 2017[358]
- Награда лучшему игроку года в Англии (2): 2017[359], 2018[360]
- Лучший бомбардир мира по версии МФФИИС: 2017[361]
- Лучший бомбардир чемпионата мира: 2018 (6 голов)[362]
- Вошёл в состав символической сборной чемпионата мира: 2018[363]
- Награда London Football Awards — «Игрок года в Премьер-лиге»[364] (2): 2018[365], 2021[366]
- Плеймейкер сезона английской Премьер-лиги: 2020/21[356]
- Автор гола месяца в Бундеслиге (5): октябрь 2023[367], ноябрь 2023[368], декабрь 2023[369], февраль 2024[370], апрель 2024[371]
- Автор гола сезона в Бундеслиге: 2023/24[371]
- Лучший бомбардир чемпионата Германии (2): 2023/24 (36 голов)[372], 2024/25 (26 голов)
- Вошёл в символическую сборную Бундеслиги: 2023/24[373]
- Вошёл в символическую сборную Бундеслиги по мнению VDV: 2023/24[374]
- Обладатель «Золотой бутсы»: 2023/24 (36 голов)[375]
- Лучший бомбардир Лиги чемпионов УЕФА: 2023/24 (8 голов)[376]
- Вошёл в символическую сборную Лиги чемпионов УЕФА: 2023/24[377]
- Лучший бомбардир чемпионата Европы: 2024 (3 гола)[378]

### Награды
- Кавалер Ордена Британской империи: 2019[379]
- Награда «Свобода города Лондона[англ.]»: 2023[380]

## Вне футбола

### Реклама и доходы
В августе 2023 года Кейн заключил спонсорское соглашение с обувной компанией Skechers, после того как закончилось его соглашение с поставщиком спортивной одежды и экипировки Nike. После его 100-го гола в Премьер-лиге в феврале 2018 года компания Nike выпустила специальную модель Hypervenom 3 HK. В 2018 году он снялся в рекламе Nike «Ничто не победит лондонца» (с англ. — «Nothing beats a Londoner») вместе с другими звёздами спорта, живущими в городе, включая четырёхкратного олимпийского чемпиона Мо Фару и игрока «Челси» Эдена Азара, подчеркивая разнообразие Лондона. Перед Евро-2016 Кейн снялся в рекламе батончиков Mars и наушников Beats by Dr. Dre, причём в последней — вместе с Антуаном Гризманном, Марио Гётце и Сеском Фабрегасом.
Кейн фигурирует в серии видеоигр FIFA от EA Sports: в FIFA 18 он вошёл в команду года, присоединившись к Лионелю Месси и Криштиану Роналду в нападении. 21 февраля Кейн и Камила Кабельо объявили победителя в номинации «Лучший международный сольный исполнитель» на церемонии вручения премии Brit Awards 2018 года в «O2 Арене», им стал Кендрик Ламар.
14 мая 2020 года Кейн объявил о том, что будет спонсором футболок клуба «Лейтон Ориент» в следующем сезоне, чтобы помочь поддержать первый клуб, за который он выступал на профессиональном уровне во время пандемии COVID-19. Необычная спонсорская сделка, первая в своём роде в английском футболе, была одобрена Премьер-лигой, Английской футбольной лигой и Футбольной ассоциацией, а спонсорская помощь была передана благотворительным организациям, которые получат 10 % от выручки с продажи соответствующих футболок: на домашней футболке изображено благодарственное послание работникам NHS, борющимся с пандемией, на гостевой футболке — логотип детского хосписа Haven House, а на третьей футболке — благотворительная организация Mind, занимающаяся вопросами психического здоровья.

## Личная жизнь
В интервью, данном в феврале 2015 года, Кейн заявил, что состоит в отношениях с Кэти Гудланд, которую знает с детства. В интервью Esquire он сказал: «Мы вместе ходили в школу, так что она видела всю мою карьеру. Конечно, иногда происходящее кажется ей немного сумасшедшим. Думаю, несколько раз попадала в газеты, просто гуляя с собаками». 1 июля 2017 года Кейн объявил о помолвке с Гудланд на своей странице в Twitter, а в июне 2019 года сообщил, что они поженились.
Кейн и Кэти Гудланд объявили о рождении своего первого ребёнка, дочери, в январе 2017 года. О рождении второй дочери было объявлено в августе 2018 года. Их первый сын родился в декабре 2020 года. Их второй сын родился в августе 2023 года.
У Кейна и Гудланда есть два лабрадора-ретривера, Брэди и Уилсон, названные в честь квотербеков НФЛ Тома Брэди и Рассела Уилсона. Кейн упоминал документальный фильм «Брэди 6» о Брэди как источник вдохновения для своего развития. В 2019 году Кейн выразил заинтересованность в том, чтобы стать кикером в НФЛ «через 10—12 лет».
Во время футбольного сезона Кейн воздерживается от алкоголя, а с 2017 года нанял штатного повара для коррекции питания. В свободное время он играет в гольф.
За заслуги в области футбола Кейн был назначен кавалером ордена Британской империи в Новогоднем почётном списке 2019 года.
10 октября 2022 года Кейн открыл фонд Harry Kane Foundation, который «стремится изменить отношение к психическому здоровью, нормализуя разговоры и пропагандируя позитивные привычки, чтобы покончить со стигмой вокруг этой темы». В честь этого события Кейн выступил в передаче CBeebies «Сказки на ночь».